# Voetbal in Latijns-Amerika
Voetbal wordt beschouwd als een van de grootste sporten in Latijns-Amerika. Met name Brazilië en Argentinië worden gezien als vooraanstaande voetballanden. Hoewel Latijns-Amerikaanse landen maar weinig clubs tellen die mondiaal enige bekendheid genieten, worden meerdere nationale elftallen uit dit werelddeel zo sterk geacht dat ze op internationale podia als het wereldkampioenschap voetbal, een rol van betekenis kunnen spelen. Latijns-Amerika kent twee voetbalconfederaties: de CONCACAF in Centraal-Amerika en de CONMEBOL in Zuid-Amerika. Onder de CONCACAF valt ook de Caraïbische Voetbalunie (CFU), waartoe de landen uit het Caraïbisch gebied en de Guyana's behoren.
Aan het einde van de negentiende eeuw namen Britten vanuit Europa het voetbal mee naar Argentinië. Daar werd het spel aanvankelijk gespeeld in havengebieden, bij spoorwegwerkzaamheden en andere locaties waar westerlingen samenkwamen. Eenzelfde proces voltrok zich in vrijwel alle landen in de regio. Van jongeren uit Centraal-Amerikaanse landen als Costa Rica en Guatemala is bekend dat zij in dezelfde periode naar Groot-Brittannië trokken om daar een opleiding te volgen. De kennis over het nieuwe spel die deze jongemannen daar opdeden, brachten ze mee terug naar hun geboorteland, waar voetbal zich binnen korte tijd vestigde in de sportcultuur. In Centraal-Amerika en het Caraïbisch gebied zou het echter nog tot enkele decennia in de twintigste eeuw duren alvorens het voetbal daar een van de populairste manieren van vrijetijdsbesteding zou worden. Cricket en honkbal boden het nieuwe spel stevige concurrentie. In Zuid-Amerika groeide voetbal snel uit tot de grootste volkssport. Vanaf de introductie ervan beschouwden Europeanen die in Latijns-Amerika woonden het voetbal dat zij speelden superieur tegenover dat van de lokale bevolking. Dit veranderde pas toen vanaf de jaren 20 het Uruguayaans voetbal furore maakte bij wereldtoernooien als de Olympische Zomerspelen en het wereldkampioenschap voetbal. De verdere professionalisering en tactische ontwikkeling leidde er uiteindelijk toe dat Latijns-Amerika het voetbalcentrum van de wereld werd.

## Geschiedenis

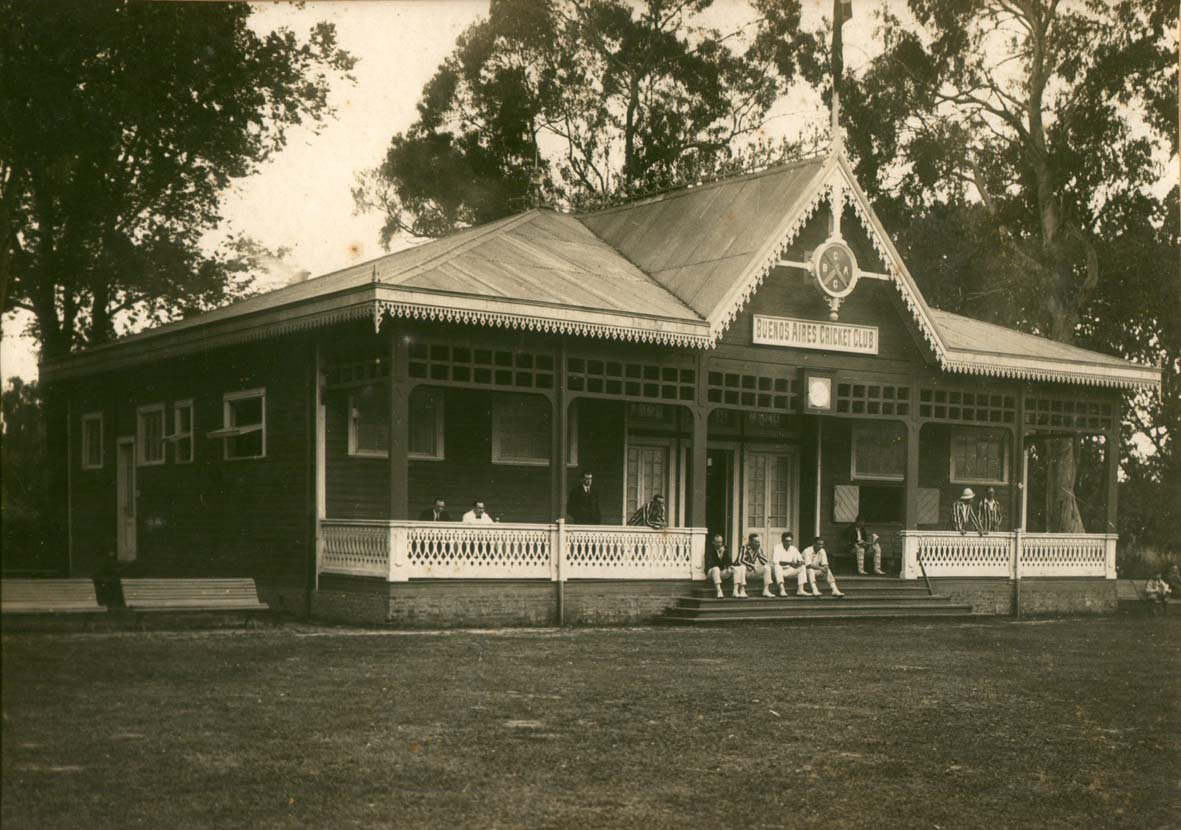
Het clubhuis van de Buenos Aires Cricket & Rugby Club, waar op 26 juni 1867 de eerste voetbalwedstrijd op Argentijnse bodem gespeeld werd. Oorspronkelijk zou het duel plaatsvinden in La Boca, maar door overstromingen aldaar moest men uitwijken naar het stadsdeel Palermo.

### Introductie in Latijns-Amerika
Het voetbal vond in Zuid-Amerika zijn oorsprong in de negentiende eeuw. Europese zeemannen speelden het spel in de haven van het Argentijnse Buenos Aires, waarna het zich geleidelijk verspreidde in de nabijgelegen stedelijke gebieden. De Europese gemeenschap in Buenos Aires was rond 1867 van flinke omvang – velen waren afkomstig uit Groot-Brittannië en waren werkzaam in dienst van de Britse spoorwegmaatschappijen, die op grootschalige wijze het spoorwegnet uitbreidden – en een officieuze competitie had zich gevormd: de zogeheten "Great British League", die in de praktijk was opgedeeld in een Engelse en een Schotse competitie. Twee Engelse immigranten, Thomas en James Hogg, organiseerden een bijeenkomst in de Argentijnse hoofdstad op 9 mei 1867; op deze dag werd de eerste voetbalclub in Latijns-Amerika opgericht, Buenos Aires FC. De Buenos Aires Cricket Club gaf de voetbalvereniging toestemming gebruik te maken van zijn cricketveld in Parque Tres de Febrero. Ruim een maand na zijn oprichting speelde Buenos Aires FC daar – op 20 juni – zijn eerste voetbalwedstrijd. Er werd gespeeld met zestien spelers, aan beide kanten acht voetballers met uitsluitend de Britse nationaliteit. Er namen minder spelers deel dan gedacht, omdat sommige voetballers eerst wilden zien hoe een dergelijke wedstrijd eraan toe zou gaan. De oprichters van de voetbalclub sloten met hun zes medespelers het duel winnend af met vier doelpunten tegen nul.
De geleidelijke verspreiding van het voetbal na 1867 werd met name veroorzaakt door de invloed van scholen en de daaraan verbonden sportverenigingen. Zo leerde in Paraguay de Nederlandse docent lichamelijke opvoeding William Paats zijn leerlingen het spel, maar hij was niet de man die voor de doorbraak van de sport in het land zorgde: dat was een Paraguayaan die in Buenos Aires getuige was geweest van een van de eerste competitiewedstrijden. In 1891 werd de eerste officiële competitie opgericht in Argentinië en bestond daarmee eerder dan alle voetbalcompetities van zowel het Amerikaanse als het Europese continent. De Primera División werd in 1891 gespeeld tussen vijf clubs, die elke opponent tweemaal troffen.
Verspreiding van het voetbal zoals het geschiedde in het havengebied van Buenos Aires en later in heel Argentinië, deed zich elders in het zuiden van Amerika ook voor. In Noord-Amerika voltrok zich eenzelfde proces. Kolonisatoren uit Europa, die zich gevestigd hadden in de Verenigde Staten en Canada, namen in de tweede helft van de negentiende eeuw het voetbal mee naar hun nieuwe thuis. Voor het einde van de negentiende eeuw vonden reeds informele voetbalwedstrijden plaats tussen elftallen uit verschillende hoeken van deze nieuwgevormde landen. In de Verenigde Staten legde het voetbal het uiteindelijk in de twintigste eeuw af tegen het American football. In het noordelijke deel van Latijns-Amerika bood het honkbal en het basketbal de ontwikkeling van het voetbal serieuze concurrentie. De infrastructuur van de voetbalsport vormde zich in Centraal-Amerika vergeleken met andere delen van het Latijns continent dan ook zeer traag. Costa Rica was het eerste land dat zich aanmeldde bij de in 1904 opgerichte Wereldvoetbalbond FIFA. In 1929, twee jaar later, volgde Mexico. Voetbal werd geïntroduceerd door Europeanen die in Amerika verbleven, maar jonge Latijns-Amerikanen trokken zelf ook naar Europa. Het kapitalisme deed zijn intrede in Centraal- en Zuid-Amerika; landen als Costa Rica werden een schakel in de wereldeconomie, met als gevolg dat Europese landen niet alleen op politiek en economisch gebied invloed kregen, maar ook op cultureel gebied. De jonge generatie trok naar West-Europa, vooral Engeland, en kwam daar in aanraking met het voetbal bij openbare voorzieningen als universiteitspleinen.
In de Britse koloniën van het Caraïbisch gebied won het cricket de populariteitsstrijd van het voetbal. In onder meer Jamaicaanse townships was de sport wel populair, maar op regionale schaal brak het pas aan het einde van de twintigste eeuw door. De eerste interland tussen twee Caraïbische landen vond plaats in 1925 – in een serie van drie ontmoetingen won Jamaica driemaal van Haïti. Vier jaar daarvoor werd de eerste landenwedstrijd op het Centraal-Amerikaanse vasteland gespeeld. Er vond een toernooi plaats om honderd jaar onafhankelijkheid van kolonisator Spanje te vieren.

### Integratie in de samenleving

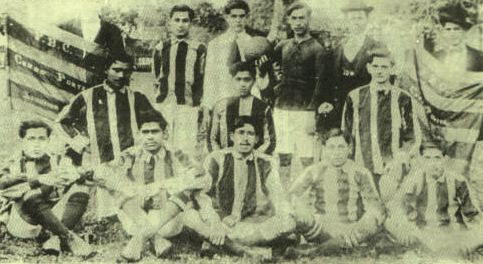
Het eerste elftal van het in 1912 opgerichte Paraguayaanse Cerro Porteño. De spelers droegen een rood-blauw tenue; zo toonden zij aan geen zijde te kiezen in het toentertijd heersende conflict tussen de Coloradopartij en de liberale partij. De latere toevoeging van wit zorgde voor de completering van de nationale vlag.

Na Argentinië wordt Brazilië beschouwd als het tweede Zuid-Amerikaanse land waar het voetbal zijn definitieve intrede deed. Nadat de Argentijnen in 1867 voor het eerst kennis hadden gemaakt met de nieuwe sport, bracht de in Brazilië geboren Brit Charles Miller de Brazilianen in 1894 het voetbal. Miller was geboren in São Paulo; zijn moeder was een Braziliaanse die behoorde tot de elite van de bevolking van São Paulo en zijn vader was een Schots spoorwegwerker. In 1884 werd hij op tienjarige leeftijd door zijn ouders naar Southampton gestuurd, waar hij naar school ging. Net als de Costa Ricaanse cirkelmigranten ontdekte Miller hier het voetbal, dat hij in 1894 ter overlevering meebracht naar Brazilië. Miller richtte het eerste elftal op in Brazilië – dat een onderdeel werd van de atletiekvereniging van São Paulo – en ook de eerste voetbalcompetitie, de Campeonato Paulista.
De Europeanen die leefden in Latijns-Amerika namen de sport van elkaar over. Het voetbal was in toenemende mate populair onder medewerkers van de spoorwegmaatschappijen en eiste naast het cricket ook steeds meer de aandacht op. In landen als Panama, Bolivia, Peru en Venezuela introduceerden Britten het voetbal, maar echte integratie in de samenleving volgde pas later. Brazilianen en Argentijnen waren de eersten die het voetbal opnamen in hun cultuur. De sport werkte aanstekelijk, vooral in de minder welgestelde wijken. Kinderen speelden van jongs af aan op straat, pleintjes of veldjes en bedachten strategieën en technieken. Voetbalclubs en jeugdopleidingen ontstonden; in de jaren dertig bestonden de hoogste competitiedivisies van de meeste landen in Latijns-Amerika al dan niet deels uit betaald voetbalclubs. Tegen die tijd had het voetbal zich definitief gevestigd in de cultuur en genoot het vrijwel overal een grote populariteit. Voorheen was het vooral een sport voor de Europeanen; het Braziliaanse CR Vasco da Gama was in 1923 de eerste professionele club die ook lokale – negroïde – spelers wierf en daarmee een onomkeerbare trend inzette.

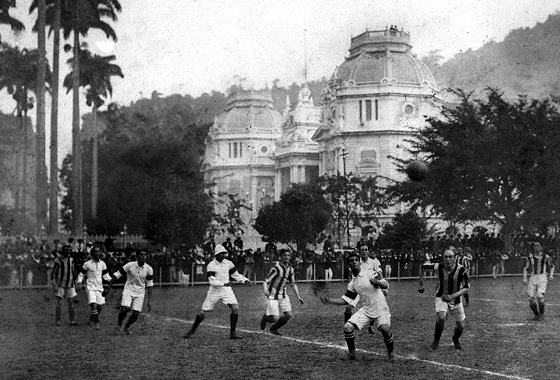
Ook het Engelse Exeter City FC bezocht, een week voor het uitbreken van de Eerste Wereldoorlog, Latijns-Amerika. De ontmoeting tussen de club en het nationale elftal van Brazilië in het Estádio das Laranjeiras wordt beschouwd als de eerste interland van het Braziliaans elftal.

#### Hernieuwde Britse invloed
De Britten brachten Latijns-Amerika het voetbal, maar een succesvolle en consequente integratiepolitiek volgden ze niet. Verspreid over het continent liepen binnen korte tijd de opvattingen over het voetbal uiteen; er was geen duidelijke algemene spelopvatting en er waren geen algemeen geaccepteerde regels. In het begin van de twintigste eeuw begonnen Britse voetbalclubs met tournees naar Amerikaanse landen, alwaar zij beoefenaars van de sport een Engelse speelwijze aanleerden en zorgden voor een nieuwe ontwikkeling van het Latijns-Amerikaans voetbal. Dankzij de rondreizen van de Britse clubs zou het tot dan toe (semi-)amateuristische spel veranderen in een professionele publiekssport. Southampton FC, zelf in 1885 opgericht, trok in 1904 naar Buenos Aires op invitatie van de Sociedad Hípica, een club voor welgestelden die in de Argentijnse hoofdstad woonden. Uit het grote aantal bezoekers bleek dat de oefenwedstrijd tussen de lokale club en Southampton niet alleen een sportief evenement was, maar ook een (elitair) sociaal gebeuren. Vergezeld door zijn minister van Oorlog en een militaire escorte – gezien de toen recente introductie van het voetbal in het Argentijns leger – bezocht ook de toenmalige president Julio Roca het duel. Gedurende zijn campagne in Buenos Aires en het Uruguayaanse Montevideo maakte Southampton met grote uitslagen indruk bij de lokale bevolking, met name de Britten. Zij werden gesterkt in hun geloof van sportieve superioriteit.
In 1905 volgde Nottingham Forest FC. De spelers, die naar Montevideo, Rosario en Buenos Aires reisden om daar in totaal zeven wedstrijden af te werken, hielden zich tijdens de tocht over de Atlantische Oceaan fit door op het dek cricket te spelen. De uitslagen toonden de superioriteit over de lokale voetbalclubs: Británicos en Liga Argentina werden met respectievelijk 13–1 en 9–1 verslagen; ook het nationale elftal van de Argentijnen werd met gemak door Nottingham Forest opzij gezet, met vijf doelpunten tegen nul. Uiteindelijk maakte Nottingham in zijn tournee door Zuid-Amerika 52 doelpunten en incasseerde het slechts drie tegentreffers. Door zijn indrukwekkende overmacht op het veld zorgde Nottingham voor het aanhoudende gevoel van overmacht bij de voetbal liefhebbende Britten. De populariteit van de Britse club leidde ertoe dat het in 1904 opgerichte CA Independiente – welke ontstaan was nadat een groep werknemers van een luxueus warenhuis in het centrum van Buenos Aires onafhankelijk (independiente in het Spaans) van hun werkgevers een voetbalclub wilde opzetten – de kleur van zijn tenue wijzigde in het rood van Nottingham Forest. De wil om deze verandering door te voeren werd versterkt door het symbolische verband van de kleur met de socialistische beweging in het land, die gesteund werd door een deel van de oprichters van Independiente.
Een keerpunt in het Argentijns voetbal en Latijns-Amerikaans voetbal als geheel volgde in 1906, toen een elftal van Zuid-Afrikanen een serie wedstrijden kwam spelen op het Zuid-Amerikaans continent. Zuid-Afrika had een ontwikkeling op het gebied van voetbal gekend die redelijk overeenkwam met die van landen in Latijns-Amerika. Hoewel de Zuid-Afrikaanse club nog onder het niveau van de Britten speelde, was het spel een stuk meer ontwikkeld dan het spel dat werd gespeeld in landen als Argentinië en Uruguay. Zo werd het Braziliaanse Paulista FC met 6–0 verslagen en een studentenelftal weggespeeld in een duel dat eindigde met een totaal van veertien tegendoelpunten. Het in 1898 opgerichte Alumni Athletic Club bleek de enige club die een vuist kon maken tegen het Zuid-Afrikaanse elftal. Na zijn 1–0 winst bestormde het publiek het veld, waarna het de spelers uit vreugde op handen droeg; de aanwezige president van de Republiek feliciteerde Alumni met de eerste overwinning van een Argentijnse club op een overzeese tegenstander. Vermoedelijk was het in heel Latijns-Amerika de eerste zege op een opponent van de overzijde van de oceaan. De bezoeken van overzeese clubs tekenden de toenemende integratie van het voetbal in de samenleving; het versterkte de professionalisering ervan en enthousiasmeerde de bevolking nog meer. Britse clubs gingen in op de uitnodigingen om zo een rol van "voetbalmissionaris" te kunnen vervullen, wat van groot belang bleek voor de verdere ontwikkeling van het Latijns-Amerikaans voetbal.

### Ontstaan van de eerste confederaties en internationale competities

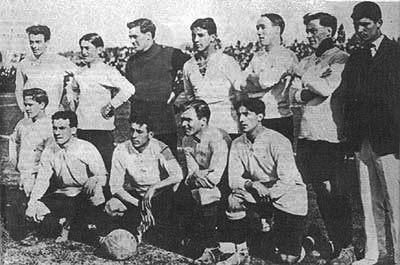
In 1917 won Uruguay opnieuw. Het elftal, gefotografeerd voorafgaand aan het duel tegen Brazilië (4–0), won in de eerste tien edities zesmaal; eenmaal verloor het de finale, tweemaal werd Uruguay derde en in 1925 trok het zich terug wegens een conflict binnen de nationale voetbalbond.

Het aantal clubs met betaalde contracten steeg bijgevolg en zowel het bestuur als het spel professionaliseerde. In 1910 werd voor het eerst, hoewel officieus en door de CONMEBOL niet officieel erkend, een landentoernooi gespeeld met meer dan twee nationale elftallen. De zogeheten Copa Centenario Revolución de Mayo werd gespeeld in mei en juni tussen gastland Argentinië, Chili en Uruguay. Dit toernooi, dat na drie wedstrijden de ongeslagen Argentijnen als winnaars had, wordt ook wel gezien als de eerste Copa América of een directe voorloper daarvan. De officieel erkende eerste editie van de Copa América, op dat moment echter Campeonato Sudamericano de Football geheten, werd door Argentinië in 1916 ter ere van zijn honderdjarige onafhankelijkheid – welke verkregen werd door de tussen 1810 en 1818 gevochten Onafhankelijkheidsoorlog – georganiseerd. Vier landen namen nu deel: Brazilië werd naast de eerdere deelnemers nu ook geïnviteerd. Uruguay won tweemaal en speelde tegen Argentinië gelijk, waarmee het de eerste Zuid-Amerikaanse kampioen was. De toen negentienjarige Isabelino Gradín was de uitblinker in het nationale elftal van Uruguay – daarnaast was hij met drie doelpunten topscorer van het toernooi. Een dag na de ruime overwinning van Uruguay op Chili eiste de Chileense voetbalbond het ongedaan maken van de uitslag, omdat onder de Uruguayaanse spelers twee Afrikanen zouden zijn. Gradín – die tweemaal gescoord had in het duel – zou daar een van zijn, daar zijn overgrootouders slaven uit Lesotho waren geweest. Het protest van Chili werd door de organisatie uiteindelijk afgewezen en Uruguay werd als rechtmatige winnaar aangewezen. De Campeonato Sudamericano was wereldwijd het eerste landentoernooi, zelfs eerder dan het Europees kampioenschap voetbal mannen, dat bijna een halve eeuw later werd opgericht. In 1916 was Chili tevens het enige land dat een nationaal elftal had met daarin meerdere negroïde spelers.
Tijdens de eerste Copa América, op 9 juli, werd de continentale voetbalconfederatie CONMEBOL opgericht. Hiermee verloren de westerlingen, die de sport in Latijns-Amerika hadden geïntroduceerd, definitief hun verregaande invloed. Hoewel dit eerste toernooi niet geheel incidentloos verlopen was – naast het Chileense protest vonden gedurende de laatste wedstrijd nog rellen plaats, waarbij onder meer de houten tribunes in brand gestoken werden – vormde het de basis voor een eerst tweejarig en daarna jaarlijks interlandtoernooi, onder auspiciën van de oudste continentale voetbalbond.
De CONCACAF werd opgericht in 1961 voor Centraal-Amerika en de Caraïben; daarvoor bestonden twee gescheiden federaties. De Confederación Centroamericana y del Caribe de Fútbol (CCCF) was de bond voor de meeste landen in Centraal-Amerika en de Caraïben en de North American Football Confederation (NAFC) werd opgericht voor Canada, de Verenigde Staten, Mexico en Cuba. Gelijk met de oprichting in respectievelijk 1938 en 1946 werden de eerste internationale voetbaltoernooien georganiseerd in dit noordelijk deel van Latijns-Amerika. Bij het toernooi van de CCCF won Costa Rica zeven van de tien edities; Mexico won drie van de viermaal het Noord-Amerikaans voetbalkampioenschap.
In heel Latijns-Amerika volgden de internationale clubtoernooien pas later. Een uitzondering vormden de hoogstgeklasseerde clubs uit Uruguay en Argentinië, die in het begin van de twintigste eeuw al begonnen met het organiseren van kleine toernooien. Deze toernooien, die de naam Copa Río de La Plata kregen, bevielen zowel de clubs als de supporters; het was een indirecte aanleiding voor de oprichting van het eerste continentale clubtoernooi in de sportgeschiedenis, de Campeonato Sudamericano de Campeones (1948). Aan dit eenmalig georganiseerde toernooi deden zeven clubs uit zeven CONMEBOL-landen mee, met CD Lítoral (Bolivia) en CS Emelec (Ecuador) als enige clubs zonder ervaring wegens gebrek aan een eigen nationale competitie. De Campeonato Sudamericano leidde tevens tot de oprichting van de eerste internationale vorm van competitie voor clubs in Europa. De Fransman Jacques Ferran, journalist voor L'Équipe, deed verslag van het Zuid-Amerikaanse toernooi en was dermate enthousiast dat hij zijn baas inlichtte over het concept. Gabriel Hanot bracht vervolgens het idee over bij de UEFA en zorgde zo indirect voor de introductie van de Europacup I in 1955. In de CONCACAF-regio werd in 1962 de Champions' Cup opgericht, welke gedurende korte tijd diende als een kwalificatietoernooi voor de in 1960 door de CONMEBOL opgerichte Copa Libertadores. Vrijwel direct vanaf zijn oprichting werd dit toernooi gedomineerd door Mexicaanse clubs.

#### Uruguayaans succes op zijn eerste Spelen

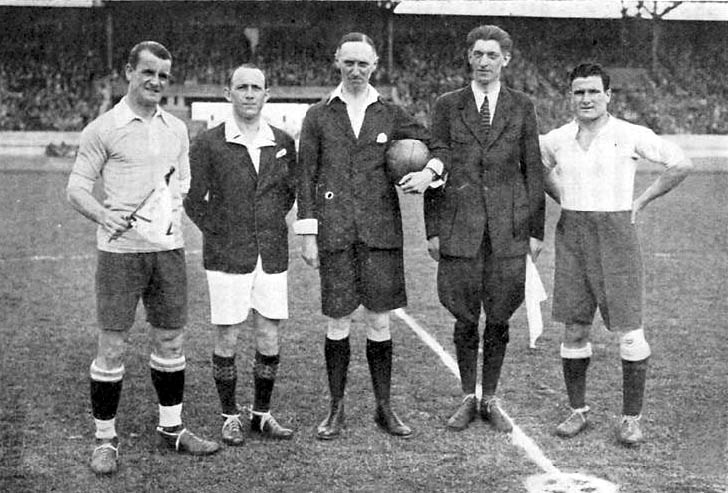
In 1928 versloeg Uruguay in de finale zijn oude bekende, Argentinië. Vlak voor het begin van de olympische finale werden de aanvoerders José Nasazzi (Uruguay, links) en Monti (Argentinië, rechts) samen met scheidsrechter Job Mutters (met bal) gefotografeerd.

De Olympische Zomerspelen 1924 was het eerste wereldevenement waaraan een voetbalelftal uit Latijns-Amerika deelnam. Atilio Narancio, een bestuurslid van de Uruguayaanse voetbalbond, uitte de ambitie het nationale elftal deel te laten nemen aan het toernooi in Parijs. Zijn ideeën leidden tot onbegrip in Zuid-Amerika en zelfs in eigen land; men vond het een onbegrijpelijk en onverstandig plan. Er zou te weinig tijd zijn een elftal klaar te stomen voor de trip naar Europa en het spelen van een dergelijk toernooi op niveau. Daarnaast zouden er financiële gebreken zijn en vreesden Uruguayanen een grote afgang tegenover de Europese voetballers, ondanks de successen in het eigen deel van de wereld. De meeste spelers hadden een reguliere baan en konden niet van de ene op de andere dag hun werk verlaten. Tekenend voor de situatie was de positie van de aanvoerder van het Uruguayaans elftal. José Nasazzi was doordeweeks een marmersnijder, en tijdens zijn werk kreeg hij te horen dat het besluit genomen was om ondanks de kritiek deel te nemen aan de Spelen. Dit besluit kon pas genomen worden na het nodige lobbyen in het Uruguayaans parlement, dat toestemming moest geven alvorens overgegaan kon worden op definitieve voorbereidingen. Met de goedkoopste boot die men kon vinden, vertrok de Uruguayaanse selectie naar Europa met als bestemming Spanje. Daar zou een serie van oefenduels gespeeld worden. Deze vriendschappelijke confrontaties waren bedoeld om de prijzige tocht over de Atlantische Oceaan te bekostigen, alsook het verblijf in Parijs gedurende het toernooi. Het Uruguayaans elftal verloor geen enkel vriendschappelijk duel in Spanje, het land dat amper een eeuw daarvoor nog de kolonisator was van de Zuid-Amerikanen. Atlético Madrid, een van de grootste clubs op dat moment, zag club na club verslagen worden door de Uruguayanen en besloot niets aan het toeval over te laten: het haalde snel talenten uit het hele land naar Madrid, de arbitrage zou de nodige bevoordelende beslissingen nemen en als extra motivatie voor de Spanjaarden bevond zich onder de twintigduizend toeschouwers ook de koning, Alfons XIII. Het mocht niet baten – ook Madrid bleek niet in staat te winnen. Desondanks wist Uruguay zich voorafgaand aan het toernooi te manoeuvreren in de positie van underdog: de Europese deelnemers waren niet onder de indruk van de overzeese opponent, die voor 1924 niet verder kwam dan Argentinië, en geraakten in een staat van zelfoverschatting. Joegoslavië werd als Uruguays eerste opponent met 7–0 vernederd. De uitslag was niet de grootste in de eerste ronde, maar leidde toch tot consternatie – het spel was verzorgd, de samenwerking tussen de spelers soepel, maar wie waren toch die onbekende Uruguayanen die de Joegoslaven, zes jaar later derde op het eerste wereldkampioenschap, volledig van het veld hadden gespeeld? Drie dagen later wonnen de Zuid-Amerikanen ruim van de Verenigde Staten; in de kwartfinale werden de Fransen probleemloos verslagen. In de halve finale kreeg Uruguay enige tegenstand, toen pas negen minuten voor tijd door een strafschop de winst beslecht werd tegen het Nederlands elftal. Op 9 juni 1924 won Uruguay voor de ogen van het wereldpubliek het voetbaltoernooi van de Olympische Zomerspelen, nadat het met 3–0 Zwitserland versloeg. Bij de volgende Spelen in Amsterdam waren het wederom Uruguay, maar nu ook Argentinië die succes boekten: het Argentijns elftal bereikte de finale door ruime zeges te boeken, waaronder een 11–2 overwinning op de Verenigde Staten. Het was een wereldwijde kennismaking met de succesvolle Latijns-Amerikaanse spelopvatting en speelwijze.

### De eerste wereldkampioenschappen
| Elftalfoto's 1930 |
| ----------------- |
| Argentinië        |
| Bolivia           |
| Brazilië          |
| Chili             |
| Mexico            |
| Uruguay           |

#### Uruguay krijgt de primeur
In mei 1929 werd Uruguay aangewezen als gastland voor het eerste wereldkampioenschap voetbal in 1930. Als winnaar van de daaraan voorafgegane twee olympische voetbaltoernooien was het land logischerwijs een van de kandidaten voor het organiseren van het toernooi; ook meerdere Europese landen stelden zich kandidaat, maar trokken zich kort na elkaar terug. Door het intrekken van de kandidatuur probeerden meerdere landen het Italiaanse bid meer kans te geven. Het toekennen van de organisatie aan het Latijns-Amerikaanse Uruguay leidde tot een boycot door Hongarije, Italië, Nederland, Spanje en Zweden. Twee maanden voor de start van het wereldkampioenschap was nog geen enkel Europees land ingegaan op zijn uitnodiging. Duitsland, Oostenrijk, Tsjecho-Slowakije en Zwitserland trokken zich ook terug, omdat zij de reis naar Uruguay te lang vonden. De organisatie bood een financiële compensatie aan voor de twee weken durende trans-Atlantische boottocht, maar dat overtuigde niet. De Britse landen kwamen niet in aanmerking voor deelname, omdat zij nog geen lid waren van Wereldvoetbalbond FIFA. De enige Europese landen die uiteindelijk instemden met de tocht naar Uruguay waren België, Frankrijk, Joegoslavië en Roemenië. Latijns-Amerika werd daarentegen goed vertegenwoordigd: acht van de dertien deelnemers kwamen uit dit deel van de wereld, waaronder ook Argentinië, Bolivia en Mexico. Zeventien dagen lang waren drie stadions in en rond Montevideo het toneel van het eerste mondiale voetbaltoernooi naast de Olympische Spelen. De dertien landen werden verdeeld over vier groepen, met een plek in de halve finale voor elke groepswinnaar. De bouw van het eerste stadion met een capaciteit van meer dan honderdduizend toeschouwers was een feit: het Estadio Centenario, vernoemd naar de honderdjarige onafhankelijkheid, werd pas vijf dagen na de start van het kampioenschap afgerond. De vertraging werd veroorzaakt door zware regenval, waardoor enkele duels moesten uitwijken naar twee andere stadions in de buurt, hetgeen geen verdere problemen opleverde.

In de dagen voorafgaand aan de finale kon je reeds merken dat het Centenario volledig gevuld zou gaan zijn. We wisten dat het onze grote kans was om Argentinië te verslaan, het land waarmee we op dat moment een sterke rivaliteit hadden. En dat is wat er gebeurde. De sfeer en onze vechtlust overweldigden de Argentijnen. Zelfs Luis Monti, die een van hun sleutelspelers was, schopte niemand en speelde als een heer. We hebben onze voordelen optimaal benut.
— José Nasazzi

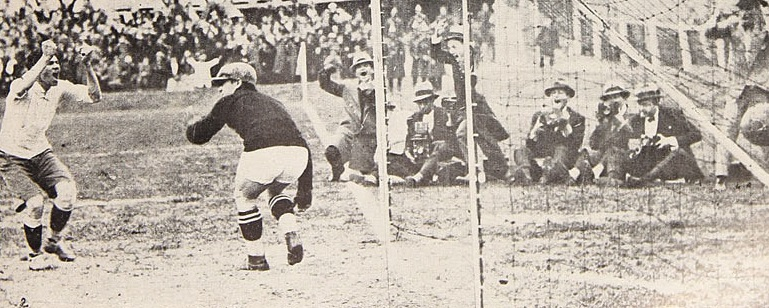
De Uruguayaan Pedro Cea maakt in de achttiende minuut van de halve finale tegen Joegoslavië het eerste doelpunt. De pers, gezeten vlak naast en achter het doel, juicht mee.

De favoriet voor de titel van eerste wereldkampioen was Uruguay, dat door zijn winst op de Olympische Spelen van 1924 en 1928 zich had geprofileerd als sterk voetballand. Van de Uruguayanen werd veel discipline verwacht: twee maanden lang isoleerde de selectie zich om zich zo in rust te kunnen voorbereiden op het toernooi. Exemplarisch was het verhaal van doelman Andrés Mazali, die bij beide Spelen aanwezig was geweest, maar zonder pardon uit de selectie werd gezet toen hij zich niet hield aan de door de staf ingestelde avondklok.

Op 13 juli 1930 werd het eerste duel om het kampioenschap gespeeld. Frankrijk versloeg Mexico met drie doelpunten verschil – de Fransman Lucien Laurent ging de boeken in als de eerste doelpuntenmaker op een wereldkampioenschap voetbal. Het was de enige zege voor Frankrijk op het toernooi en een van de (slechts) vier in totaal van Europese landen. Een controversiële handeling van de Braziliaanse scheidsrechter in de derde wedstrijd tussen favoriet Argentinië en Frankrijk leidde tot tumult: zes minuten voor het verstrijken van de officiële speeltijd beëindigde hij reeds het duel, vlak nadat de Argentijn Monti een vrije trap onsuccesvol genomen had en de Franse aanvaller Langiller een counteraanval opzette en op het punt stond gelijk te maken. De actie van de arbiter leidde tot woede bij de Fransen en chaos op het veld, totdat hij besloot beide elftallen weer het veld op te dirigeren en de resterende tijd te laten uitspelen. De Argentijnen speelden hun tweede duel tegen het eveneens uit Latijns-Amerika afkomstige Mexico. 

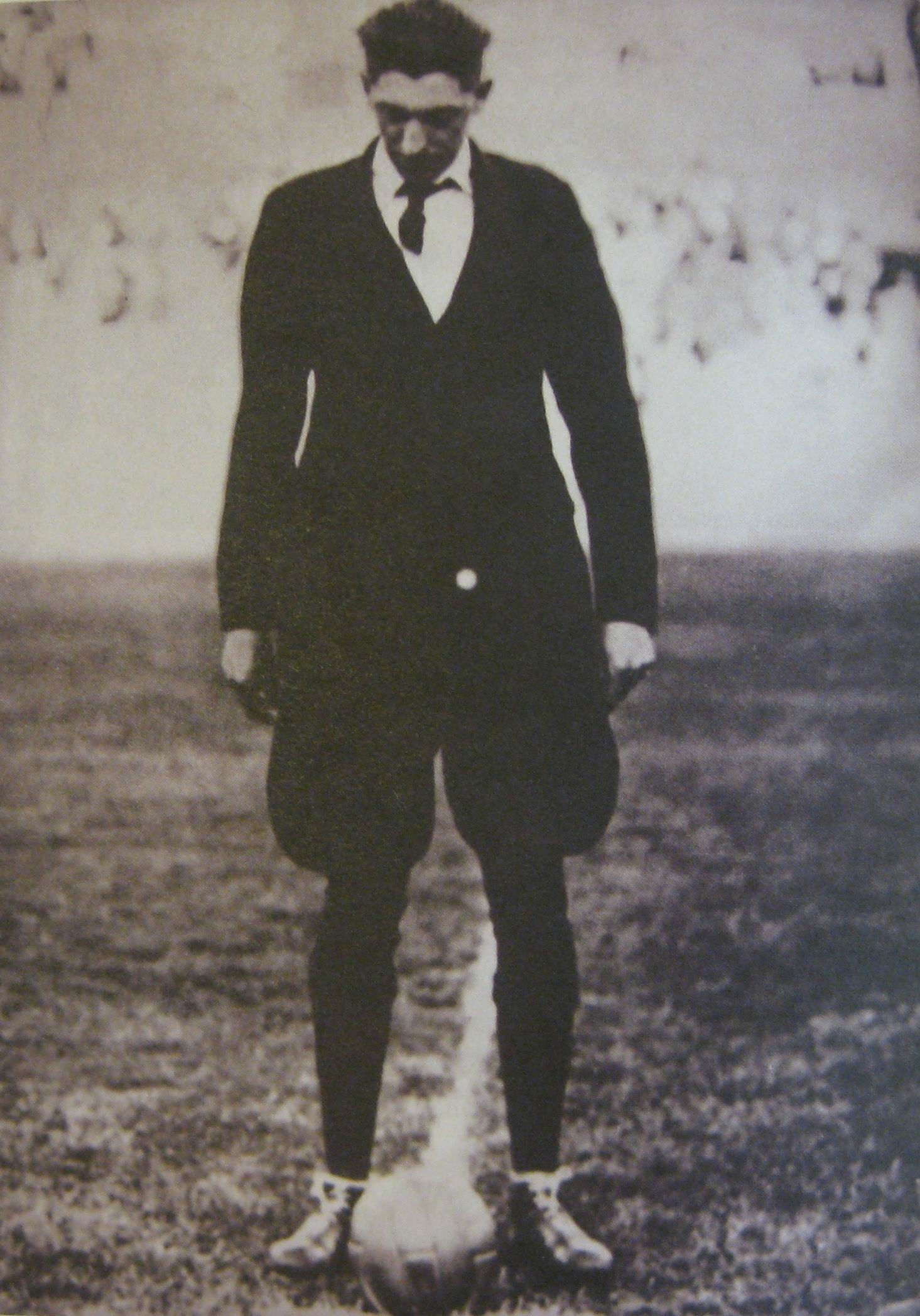
De Belg Langenus werd benoemd als eerste scheidsrechter van een WK-finale. Ondanks directe bedreigingen aan zijn adres voorafgaand aan de wedstrijd verscheen hij samen met de elftallen van Uruguay en Argentinië aan de aftrap.

 Het niveauverschil tussen Zuid- en Centraal-Amerika werd geïllustreerd door de eindstand – Argentinië won zijn tweede wedstrijd met 6–3. Manuel Ferreira had zich vlak voor de confrontatie afgemeld omdat hij in zijn vaderland een universiteitsexamen moest afleggen; zijn vervanger was Guillermo Stábile, die uiteindelijk de eerste topscorer van het wereldkampioenschap voetbal zou worden. Tegen de Mexicanen maakte hij drie doelpunten, maar het record van eerste hattrick in de geschiedenis van het toernooi kreeg Stabile niet op zijn naam.
De finale van het eerste wereldkampioenschap werd een herhaling van de olympische finale in 1928. Argentinië en Uruguay versloegen hun opponenten in de halve finales, respectievelijk de Verenigde Staten en Joegoslavië, met 6–1. Voorafgaand aan deze wedstrijd vonden meerdere incidenten plaats. Zo was er onenigheid over de wedstrijdbal: beide finalisten wilden spelen met een voetbal van eigen bodem, hetgeen de FIFA noodzaakte tot ingrijpen. Het conflict werd beslecht door de spelers de eerste helft met een Argentijnse voetbal te laten spelen en de tweede helft met een bal van Uruguayaanse origine. Duizenden Argentijnen staken met veerboten de Río de la Plata over, de natuurlijke grens tussen de twee landen, om zo de wedstrijd te kunnen bijwonen. Slechts drie uur voor het begin van het duel werd de samenstelling van de arbitrage bekendgemaakt, uit angst voor belaging door supporters; de uiteindelijk scheidsrechter, de Belg John Langenus, eiste de voorbereiding van een politie-escorte en een boot die hem direct na afloop van de finale hem het land uit zou brengen. Beide finalisten hadden gedurende het toernooi hun scorend vermogen reeds bewezen en zetten deze trend door in de finale. In de eerste helft werd reeds driemaal gescoord. Na twaalf minuten opende de Uruguayaan Dorado de score; de rest van de eerste speelheft bepaalde het Argentijns elftal het spel. Acht minuten na de openingstreffer werd de gelijkmaker gemaakt, en Stábile zette in de zevenendertigste minuut Argentinië met een controversieel doelpunt – de Uruguayanen protesteerden bij de scheidsrechter wegens vermeend buitenspel, maar tevergeefs – op voorsprong. Na rust was sprake van een andere situatie: niet Argentinië had de overmacht op het veld, maar Uruguay. Met een langeafstandsschot en een kopbal werd nog tweemaal gescoord en werd de eindstand van de eerste finale bepaald op 4–2 in het voordeel van gastland Uruguay, dat zijn status als beste voetballand bevestigde. Tweemaal op rij was een voetbaltoernooi op mondiale schaal geëindigd in een confrontatie tussen de twee Zuid-Amerikaanse landen, en het was gebleken dat er geen Europees land tegen een van hen opgewassen was. Hetzelfde gold voor andere Latijns-Amerikaanse landen. Zo kreeg Mexico in drie groepswedstrijden dertien doelpunten tegen en presteerde Peru niet veel beter. Bolivia had al voor het begin van het kampioenschap duidelijk weinig hoop op eigen succes, daar het elke voetballer van het basiselftal een van de letters van "VIVA URUGUAY" op zijn tenue liet dragen. Het had geen effect op de Uruguayaanse scheidsrechter in de wedstrijd tegen Joegoslavië – integendeel: zeker vier doelpunten van Bolivia werden ten onrechte afgekeurd.

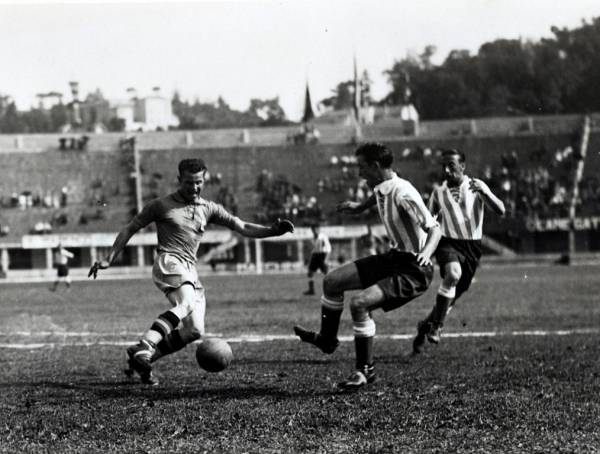
De Zweed Axelsson neemt het op tegen twee Argentijnen. Het Zweeds voetbalelftal versloeg in zijn eerste wedstrijd op een wereldtoernooi de amateurs van Argentinië.

#### Minder succes op tweede wereldkampioenschap
Daar waar voor de eerste editie in 1930 de meeste Europese landen de uitnodiging naast zich neerlegden, was het animo in aanloop naar het tweede wereldkampioenschap snel gestegen. Door het succes van het eerste toernooi was het wereldkampioenschap voetbal nu het grootste wereldwijde voetbalevenement en wilden meer landen kans maken op de wereldbeker. Tweeëndertig van de op dat moment vijftig FIFA-leden maakten hun interesse kenbaar; door het grote aantal deelnemers werd de opzet van een kwalificatietoernooi noodzaak. Twee landen uit Latijns-Amerika besloten tot deelname, waaronder opvallend genoeg niet titelverdediger Uruguay: het land was de massale afwijzing van uitnodigingen door Europese landen in 1930 niet vergeten en besloot derhalve geen moeite te doen een selectie de oceaan over te sturen. Brazilië en Argentinië representeerden het Amerikaans continent samen met de Verenigde Staten op het aan Benito Mussolini toegewezen kampioenschap.
Het wereldkampioenschap voetbal 1934 werd geen succes. Argentinië had een selectie naar Italië gestuurd met vrijwel alleen maar (semi-)amateurs, omdat de lokale clubs weigerden hun spelers te laten gaan. De bestuurscommissies vreesden dat indien zij wel toestemming zouden geven, eenmaal in Italië hun spelers onweerstaanbare aanbiedingen door Europese clubs gedaan zouden worden. Het Braziliaans elftal speelde tot dan toe voornamelijk in de schaduw van Uruguay en Argentinië. Gebrek aan voorbereiding gecombineerd met een naïeve houding tegenover internationale competitie ondermijnden de individuele kwaliteiten in de selectie.
In 1936 werd Frankrijk door de FIFA aangewezen als gastland voor het derde wereldkampioenschap. Het leidde tot een storm van kritiek vanuit Argentinië en heel Latijns-Amerika. Het land was ervan uitgegaan dat er sprake zou zijn van een wisselwerking tussen het Zuid-Amerikaans en Europees continent voor de toewijzing van het toernooi; die ongeschreven regel werd nu echter gebroken door de Wereldvoetbalbond. De FIFA zou bij zijn beslissing het aantal FIFA-leden per continent hebben meegewogen – het overgrote deel van de toen in totaal 57 leden was afkomstig uit Europa – en was de moeilijkheden bij het eerste kampioenschap en de weinige landen die de reis naar Uruguay aandurfden nog niet vergeten. Daarnaast wilde het op deze manier zijn loyaliteit betuigen aan Jules Rimet, de initiator van de eerste editie in 1930. Argentinië besloot na zijn mislukte kandidatuur tot een boycot. Uruguay besloot opnieuw niet mee te doen. Colombia, Costa Rica, El Salvador, Mexico en Suriname trokken zich terug uit het kwalificatietoernooi, waardoor Brazilië en Cuba verzekerd waren van een plaats in het hoofdtoernooi.
Cuba, een land dat zich voor 1938 geen enkele keer in het wereldvoetbal gemengd had, verraste door het sterke Roemeens elftal op een 3–3 gelijkspel te houden. In de tweede wedstrijd tegen de Roemenen waren het niet de Europeanen, maar de Caraïbische spelers die de overmacht op het veld hadden. De overwinning op Roemenië werd beschouwd als de grootste verrassing van het toernooi. Door zijn korte voorbereidingstijd op de kwartfinale, echter, was Cuba kansloos tegen het meer fitte Zweden (8–0). Het Braziliaans elftal was hervormd en bestond uit spelers van alle bevolkingsgroepen. Zijn voorheen naïeve houding en neiging naar improvisatie was verdwenen en had plaatsgemaakt voor meer gestructureerd voetbal. Het gebruik van slechts twee verdedigers had zijn uitwerking op de eindstand: Brazilië versloeg na verlenging Polen met 6–5. De confrontatie met Tsjecho-Slowakije in de kwartfinale liet, ondanks zijn hernieuwde karakter, de felle en ondoordachte speelwijze van Brazilië zien. De wedstrijd (1–1) eindigde met zestien van de tweeëntwintig spelers op het veld: de scheidsrechter stuurde drie spelers vroegtijdig naar de kleedkamer en moest toezien hoe drie gewonde spelers het veld afgehaald werden, onder meer na een vechtpartij. De tweede wedstrijd tegen de Tsjecho-Slowaken verliep rustiger en werd gewonnen door Brazilië met één doelpunt verschil. Na de zware duels in de kwartfinale besloot de bondscoach enkele spelers rust te geven in de halve finale tegen Italië, wat een tactische misrekening bleek: er werd verloren van de latere wereldkampioen. De derde plaats zou voor het nog jonge Braziliaans elftal echter moed geven voor de daaropvolgende jaren.
| 1930 | Uruguay           | Uruguay        | 8 – Argentinië, Bolivia, Brazilië, Chili, Mexico, Paraguay, Peru, Uruguay                 | 61,5% |
| 1934 | Italië            | Italië         | 2 – Argentinië, Brazilië                                                                  | 12,5% |
| 1938 | Frankrijk         | Italië         | 2 – Brazilië, Cuba                                                                        | 13,3% |
| 1950 | Brazilië          | Uruguay        | 6 – Bolivia, Brazilië, Chili, Mexico, Paraguay, Uruguay                                   | 40,0% |
| 1954 | Zwitserland       | West-Duitsland | 3 – Brazilië, Mexico, Uruguay                                                             | 18,8% |
| 1958 | Zweden            | Brazilië       | 4 – Argentinië, Brazilië, Mexico, Paraguay, Uruguay                                       | 25,0% |
| 1962 | Chili             | Brazilië       | 6 – Argentinië, Brazilië, Colombia, Chili, Mexico, Uruguay                                | 37,5% |
| 1966 | Engeland          | Engeland       | 5 – Argentinië, Brazilië, Chili, Mexico, Uruguay                                          | 31,3% |
| 1970 | Mexico            | Brazilië       | 5 – Brazilië, El Salvador, Mexico, Peru, Uruguay                                          | 31,3% |
| 1974 | West-Duitsland    | West-Duitsland | 5 – Argentinië, Brazilië, Chili, Haïti, Uruguay                                           | 31,3% |
| 1978 | Argentinië        | Argentinië     | 4 – Argentinië, Brazilië, Mexico, Peru                                                    | 25,0% |
| 1982 | Spanje            | Italië         | 6 – Argentinië, Brazilië, Chili, El Salvador, Honduras, Peru                              | 25,0% |
| 1986 | Mexico            | Argentinië     | 5 – Argentinië, Brazilië, Mexico, Paraguay, Uruguay                                       | 20,8% |
| 1990 | Italië            | West-Duitsland | 5 – Argentinië, Brazilië, Colombia, Costa Rica, Uruguay                                   | 20,8% |
| 1994 | Verenigde Staten  | Brazilië       | 5 – Argentinië, Brazilië, Bolivia, Colombia, Mexico                                       | 20,8% |
| 1998 | Frankrijk         | Frankrijk      | 7 – Argentinië, Brazilië, Chili, Colombia, Jamaica, Mexico, Paraguay                      | 21,9% |
| 2002 | Japan, Zuid-Korea | Brazilië       | 7 – Argentinië, Brazilië, Costa Rica, Ecuador, Mexico, Paraguay, Uruguay                  | 21,9% |
| 2006 | Duitsland         | Italië         | 7 – Argentinië, Brazilië, Costa Rica, Ecuador, Mexico, Paraguay, Trinidad en Tobago       | 21,9% |
| 2010 | Zuid-Afrika       | Spanje         | 7 – Argentinië, Brazilië, Chili, Honduras, Mexico, Paraguay, Uruguay                      | 21,9% |
| 2014 | Brazilië          | Duitsland      | 9 – Argentinië, Brazilië, Chili, Colombia, Costa Rica, Ecuador, Honduras, Mexico, Uruguay | 28,1% |

### Latijns-Amerika beheerst de voetbalwereld

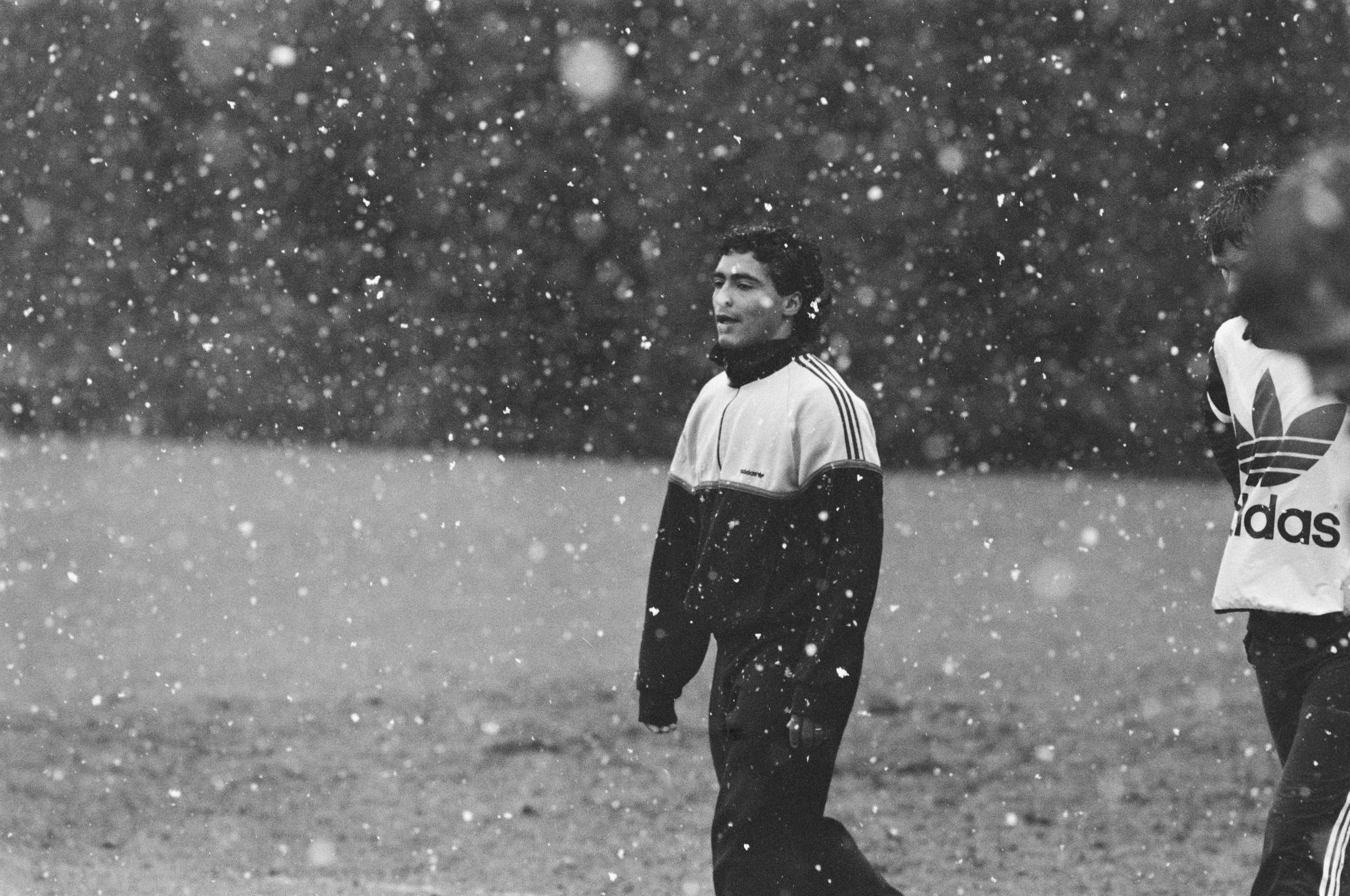
Romário bereidt zich in de Eindhovense sneeuw voor op een wedstrijd om de Europacup I tegen Real Madrid (1989).

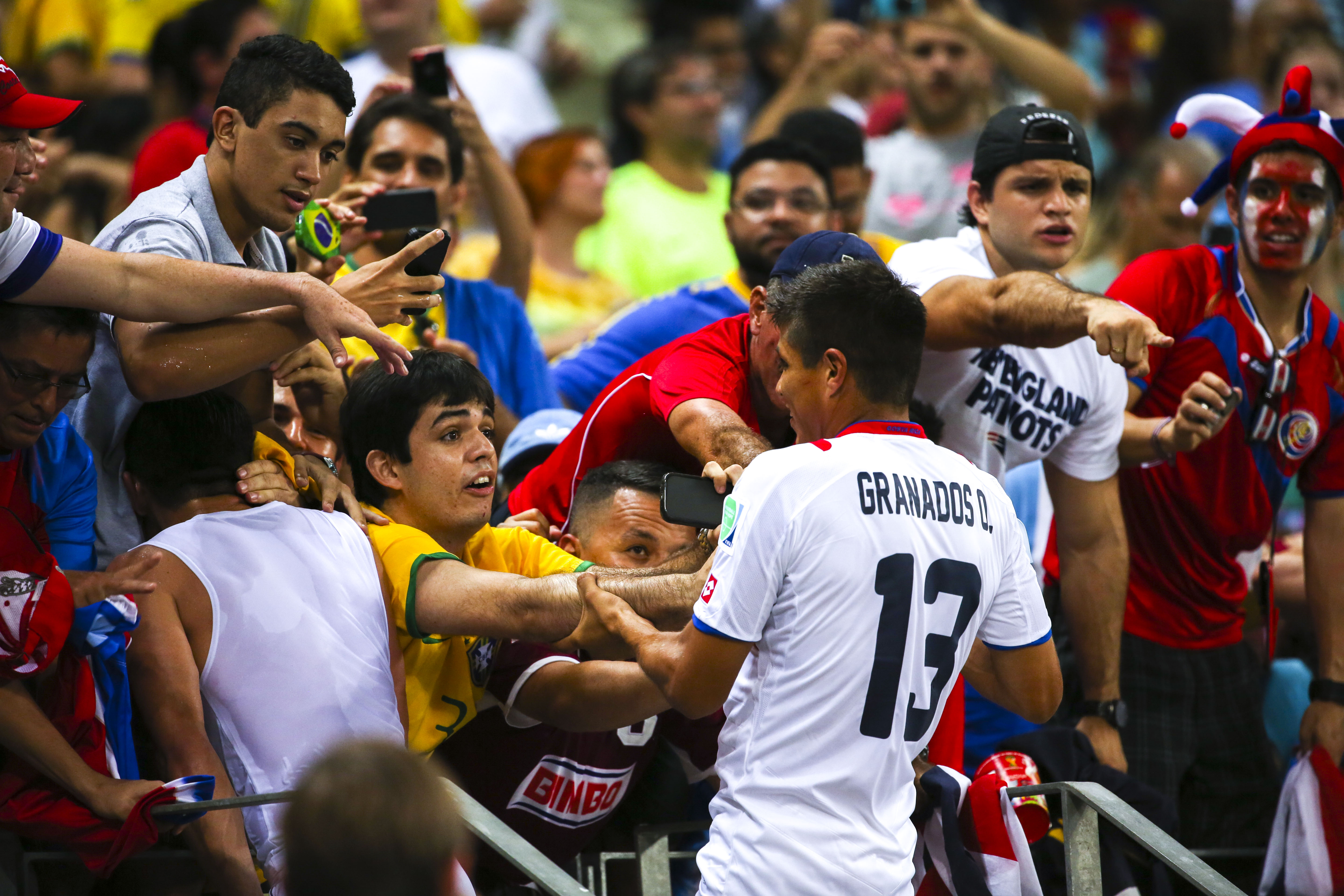
De Costa Ricaanse voetballer Esteban Granados viert met naar Brazilië meegereisde supporters het succes van het land op het wereldkampioenschap voetbal 2014.

Op het gebied van interlandvoetbal zette de Latijns-Amerikaanse groei door, evenals de wereldwijde overmacht van de drie grootste voetballanden: Brazilië – dat op geen enkel wereldkampioenschap ontbrak, Argentinië – dat slechts viermaal afwezig was op het hoofdtoernooi – en Uruguay, dat het eerste kampioenschap na de Tweede Wereldoorlog won. In 1962 was Chili gastland van de zevende editie. Brazilië prolongeerde zijn wereldtitel, hetgeen geen enkel land tot op heden nog zou lukken. Hoewel de Caraïbische landen geenszins op het wereldtoneel een rol van betekenis konden spelen, lukte dit enkele Centraal-Amerikaanse landen wel. Mexico eiste aandacht op, met als hoogtepunt 1970, toen het land de organisator was van het eerste en vooralsnog enige wereldkampioenschap in Centraal-Amerika. Het Aztekenstadion was het toneel van een van de meest gememoreerde finales. De Italianen werden met 4–1 verslagen door een Braziliaans "droomelftal"; het nationale dagblad Il Messaggero schreef dat Italië was verslagen door "de beste voetballers ter wereld". Uruguay, dat als vierde eindigde na een verloren halve finale tegen de latere kampioen, was voorbijgestreefd door Brazilië. Vier jaar later was het podium volledig Europees; de vijf Latijns-Amerikaanse landen maakten geen indruk. In 1978 was Argentinië gastland en versloeg het in de finale Nederland. In de daaropvolgende edities boekten meer landen uit zowel Centraal- als Zuid-Amerika successen op het wereldkampioenschap. In 1990 bereikten alle Spaanstalige landen de achtste finale, waaronder ook Spanje, dat nu eenzelfde prestatie neerzette als Uruguay – het land dat in de jaren 30 nog voor opschudding zorgde in Spanje door zijn overklassing van de voetbalclubs aldaar. Mexico weet zich sinds 1994 onafgebroken te kwalificeren voor het toernooi en bereikt sindsdien elke editie de tweede ronde, waarin het ook steevast wordt uitgeschakeld. Van de tot op heden vier kampioenschappen in de eenentwintigste eeuw was het toernooi in Duitsland in 2006 het minst succesvol, toen geen enkel land uit Latijns-Amerika de halve finale behaalde. Het wereldkampioenschap in 2014 in Brazilië was een Latijns-Amerikaans succesverhaal, ondanks de Europese eerste en derde plaats. Colombia en Chili baarden opzien met hun sterke spel; de Colombiaan James Rodríguez eindigde als topscorer van het toernooi, werd benoemd tot speler van het toernooi en kreeg een prijs voor het maken van het mooiste doelpunt; het Centraal-Amerikaanse Costa Rica verraste door de "groep des doods" te overleven en de kwartfinale te bereiken; Argentinië behaalde een plaats in de finale, waarin het met 0–1 verloor van Duitsland. Gastland Brazilië vormde een uitzondering op het succes door in de halve finale met 1–7 en in de troostfinale met 0–3 te verliezen.
Op clubniveau is Latijns-Amerika niet zo speltechnisch ontwikkeld en doordrongen van het geld als in Europa. De meest getalenteerde spelers worden gescout en gekocht door Europese clubs, wat een verdere ontwikkeling en stijging van het algehele niveau van de nationale competities niet bevordert. In 2000 startte de FIFA een wereldkampioenschap voetbal voor clubs, met Brazilië als eerste gastland. De succesvolste clubs uit alle continenten wereldwijd komen tot confrontaties op dit toernooi. Centraal-Amerikaanse clubs, vrijwel altijd afkomstig uit Mexico, speelden in de eerste tien edities geen rol van betekenis. De Braziliaanse clubs Corinthians, São Paulo en Internacional wonnen gezamenlijk vier titels; de overige toernooien werden gewonnen door West-Europese clubs. Het Argentijnse Independiente won het Zuid-Amerikaanse clubtoernooi om de Copa Libertadores zevenmaal. Ook op de tweede plaats staat een club uit Argentinië. Het equivalent van dit toernooi voor Centraal-Amerika en de Caraïben is de CONCACAF Champions League, van welke de tot op heden 51 gespeelde seizoenen dertigmaal eindigden met een kampioen uit Mexico.
De beloftevolle voetballers die in hun jeugd opzien baarden met hun talenten in Latijns-Amerika bleven, zoals hierboven beschreven, steeds minder in eigen land en zwichtten voor aanbiedingen van clubs uit Europa. Zo maakte Romário in 1988 de overstap van de Braziliaanse club Vasco da Gama naar het Nederlandse PSV, waar hij 98 doelpunten maakte in slechts vijf seizoenen; een ander voorbeeld is Daniel Passarella, die enkele jaren na het winnen van het wereldkampioenschap met Argentinië emigreerde naar Italië. De Braziliaan Ronaldo maakte in 1994, tevens bij PSV, zijn opwachting in Europa en won drie jaar later als eerste Latijns-Amerikaan de Ballon d'Or, een jaarlijkse prijs voor de beste voetballer van Europa. De beste voetballer ter wereld van de twintigste eeuw, Diego Maradona, maakte bij SSC Napoli in zeven jaar tijd 115 doelpunten. Zijn landgenoot Lionel Messi werd al op 13-jarige leeftijd door FC Barcelona uit Argentinië weggeplukt en groeide later in Spanje uit tot een van de beste voetballers uit de geschiedenis.
| Voetbalgerelateerde gegevens van landen in Latijns-Amerika | Voetbalgerelateerde gegevens van landen in Latijns-Amerika | Voetbalgerelateerde gegevens van landen in Latijns-Amerika | Voetbalgerelateerde gegevens van landen in Latijns-Amerika | Voetbalgerelateerde gegevens van landen in Latijns-Amerika | Voetbalgerelateerde gegevens van landen in Latijns-Amerika | Voetbalgerelateerde gegevens van landen in Latijns-Amerika | Voetbalgerelateerde gegevens van landen in Latijns-Amerika | Voetbalgerelateerde gegevens van landen in Latijns-Amerika               |
| Land geordend van noord naar zuid                          |                                                            | Voetbalbond                                                | Oprichting                                                 | Eerste voetbalclub                                         | Oprichting                                                 | Nationaal elftal                                           | Mondiale positie                                           | Beste prestatie                                                          |
| Centraal-Amerika                                           | Centraal-Amerika                                           | Centraal-Amerika                                           | Centraal-Amerika                                           | Centraal-Amerika                                           | Centraal-Amerika                                           | Centraal-Amerika                                           | Centraal-Amerika                                           | Centraal-Amerika                                                         |
| ---------------------------------------------------------- | ---------------------------------------------------------- | ---------------------------------------------------------- | ---------------------------------------------------------- | ---------------------------------------------------------- | ---------------------------------------------------------- | ---------------------------------------------------------- | ---------------------------------------------------------- | ------------------------------------------------------------------------ |
| Mexico                                                     |                                                            | FMF                                                        | 1927                                                       | CF Pachuca                                                 | 1901                                                       | Mexico                                                     | 17                                                         | Wereldkampioenschap voetbal 1970, 1986 – Kwartfinale                     |
| Guatemala                                                  |                                                            | FENAFUTG                                                   | 1919                                                       | Onbekend                                                   |                                                            | Guatemala                                                  | 57                                                         | CONCACAF-kampioenschap 1967 – Eerste plaats                              |
| Belize                                                     |                                                            | FFB                                                        | 1980                                                       | Onbekend                                                   |                                                            | Belize                                                     | 163                                                        | CONCACAF Gold Cup 2013 – Eerste ronde                                    |
| Honduras                                                   |                                                            | FENAFUTH                                                   | 1951                                                       | CD Olimpia                                                 | 1912                                                       | Honduras                                                   | 56                                                         | Wereldkampioenschap voetbal 1982, 2010, 2014 – Eerste ronde              |
| El Salvador                                                |                                                            | FESFUT                                                     | 1935                                                       | Onbekend                                                   |                                                            | El Salvador                                                | 72                                                         | Wereldkampioenschap voetbal 1970, 1982 – Eerste ronde                    |
| Nicaragua                                                  |                                                            | FNF                                                        | 1931                                                       | Diriangén FC                                               | 1917                                                       | Nicaragua                                                  | 170                                                        | CONCACAF-kampioenschap 1967 – Zesde plaats                               |
| Costa Rica                                                 |                                                            | FEDEFUT                                                    | 1921                                                       | Blue Sport Josefino                                        | 1904                                                       | Costa Rica                                                 | 15                                                         | Wereldkampioenschap voetbal 2014 – Kwartfinale                           |
| Panama                                                     |                                                            | FEPAFUT                                                    | 1937                                                       | Onbekend                                                   |                                                            | Panama                                                     | 55                                                         | CONCACAF Gold Cup 2005, 2013 – Tweede plaats                             |
| Caraïben                                                   |                                                            |                                                            |                                                            |                                                            |                                                            |                                                            |                                                            |                                                                          |
| Bermuda                                                    |                                                            | BFA                                                        | 1928                                                       | The Boys’ Own                                              | 1904                                                       | Bermuda                                                    | 170                                                        | Geen deelname aan continentaal of wereldkampioenschap                    |
| Bahama's                                                   |                                                            | BFA                                                        | 1967                                                       | Meerdere                                                   | 1954                                                       | Bahama's                                                   | 193                                                        | Geen deelname aan continentaal of wereldkampioenschap                    |
| Cuba                                                       |                                                            | AFC                                                        | 1924                                                       | CD Hatüey                                                  | 1907                                                       | Cuba                                                       | 124                                                        | Wereldkampioenschap voetbal 1938 – Kwartfinale                           |
| Kaaimaneilanden                                            |                                                            | CIFA                                                       | 1966                                                       | Onbekend                                                   |                                                            | Kaaimaneilanden                                            | 197                                                        | Geen deelname aan continentaal of wereldkampioenschap                    |
| Turks- en Caicoseilanden                                   |                                                            | TCIFA                                                      | 1996                                                       | Onbekend                                                   |                                                            | Turks- en Caicoseilanden                                   | 181                                                        | Geen deelname aan continentaal of wereldkampioenschap                    |
| Jamaica                                                    |                                                            | FPF                                                        | 1940                                                       | Onbekend                                                   | 1893                                                       | Jamaica                                                    | 85                                                         | Wereldkampioenschap voetbal 1998 – Eerste ronde                          |
| Haïti                                                      |                                                            | FHF                                                        | 1904                                                       | Onbekend                                                   |                                                            | Haïti                                                      | 113                                                        | Wereldkampioenschap voetbal 1974 – Eerste ronde                          |
| Dominicaanse Republiek                                     |                                                            | FDF                                                        | 1953                                                       | El Pindu, El Condor                                        | Omstreeks de Spaanse Burgeroorlog                          | Dominicaanse Republiek                                     | 196                                                        | Geen deelname aan continentaal of wereldkampioenschap                    |
| Puerto Rico                                                |                                                            | FPF                                                        | 1940                                                       | Comercio SC                                                | 1911                                                       | Puerto Rico                                                | 155                                                        | Geen deelname aan continentaal of wereldkampioenschap                    |
| Britse Maagdeneilanden                                     |                                                            | BVIFA                                                      | 1974                                                       | Onbekend                                                   |                                                            | Britse Maagdeneilanden                                     | 199                                                        | Geen deelname aan continentaal of wereldkampioenschap                    |
| Amerikaanse Maagdeneilanden                                |                                                            | USVISF                                                     | 1987                                                       | Onbekend                                                   |                                                            | Amerikaanse Maagdeneilanden                                | 192                                                        | Geen deelname aan continentaal of wereldkampioenschap                    |
| Anguilla                                                   |                                                            | AFA                                                        | 1990                                                       | Onbekend                                                   |                                                            | Anguilla                                                   | 207                                                        | Geen deelname aan continentaal of wereldkampioenschap                    |
| Saint Kitts en Nevis                                       |                                                            | SKNFA                                                      | 1932                                                       | Onbekend                                                   |                                                            | Saint Kitts en Nevis                                       | 158                                                        | Geen deelname aan continentaal of wereldkampioenschap                    |
| Antigua en Barbuda                                         |                                                            | ABFA                                                       | 1928                                                       | Onbekend                                                   |                                                            | Antigua en Barbuda                                         | 80                                                         | Geen deelname aan continentaal of wereldkampioenschap                    |
| Montserrat                                                 |                                                            | MFA                                                        | 1973                                                       | Onbekend                                                   |                                                            | Montserrat                                                 | 165                                                        | Geen deelname aan continentaal of wereldkampioenschap                    |
| Guadeloupe                                                 |                                                            | LGF                                                        | 1961                                                       | Onbekend                                                   |                                                            | Guadeloupe                                                 |                                                            | CONCACAF Gold Cup 2007 – Halve finale                                    |
| Dominica                                                   |                                                            | DFA                                                        | 1970                                                       | Onbekend                                                   |                                                            | Dominica                                                   | 167                                                        | Geen deelname aan continentaal of wereldkampioenschap                    |
| Martinique                                                 |                                                            | LFM                                                        | 1953                                                       | Onbekend                                                   |                                                            | Martinique                                                 |                                                            | CONCACAF Gold Cup 2002 – Kwartfinale                                     |
| Saint Lucia                                                |                                                            | SLFA                                                       | 1979                                                       | Onbekend                                                   |                                                            | Saint Lucia                                                | 123                                                        | Geen deelname aan continentaal of wereldkampioenschap                    |
| Saint Vincent en de Grenadines                             |                                                            | SVGFF                                                      | 1979                                                       | Onbekend                                                   |                                                            | Saint Vincent en de Grenadines                             | 106                                                        | CONCACAF Gold Cup 1996 – Eerste ronde                                    |
| Grenada                                                    |                                                            | GFA                                                        | 1924                                                       | Onbekend                                                   |                                                            | Grenada                                                    | 142                                                        | CONCACAF Gold Cup 2009, 2011 – Eerste ronde                              |
| Barbados                                                   |                                                            | BFA                                                        | 1910                                                       | Onbekend                                                   |                                                            | Barbados                                                   | 161                                                        | Geen deelname aan continentaal of wereldkampioenschap                    |
| Trinidad en Tobago                                         |                                                            | TTFA                                                       | 1908                                                       | Onbekend                                                   |                                                            | Trinidad en Tobago                                         | 86                                                         | Wereldkampioenschap voetbal 2006 – Eerste ronde                          |
| Aruba                                                      |                                                            | AVB                                                        | 1932                                                       | Onbekend                                                   |                                                            | Aruba                                                      | 129                                                        | Geen deelname aan continentaal of wereldkampioenschap                    |
| Curaçao                                                    |                                                            | FFK                                                        | 2010                                                       | Onbekend                                                   |                                                            | Curaçao                                                    | 148                                                        | CONCACAF-kampioenschap 1963, 1969 – Derde plaats                         |
| Zuid-Amerika                                               |                                                            |                                                            |                                                            |                                                            |                                                            |                                                            |                                                            |                                                                          |
| Colombia                                                   |                                                            | FCF                                                        | 1924                                                       | Barranquilla FC                                            | 1909                                                       | Colombia                                                   | 3                                                          | Wereldkampioenschap voetbal 2014 – Kwartfinale                           |
| Venezuela                                                  |                                                            | FVF                                                        | 1926                                                       | Onbekend                                                   |                                                            | Venezuela                                                  | 66                                                         | Copa América 2011 – Vierde plaats                                        |
| Guyana                                                     |                                                            | GFF                                                        | 1902                                                       | Onbekend                                                   |                                                            | Guyana                                                     | 153                                                        | Geen deelname aan continentaal of wereldkampioenschap                    |
| Suriname                                                   |                                                            | SVB                                                        | 1920                                                       | SV Voorwaarts                                              | 1919                                                       | Suriname                                                   | 147                                                        | Geen deelname aan continentaal of wereldkampioenschap                    |
| Frans-Guyana                                               |                                                            | LFG                                                        | 1962                                                       | Onbekend                                                   |                                                            | Frans-Guyana                                               |                                                            | Geen deelname aan continentaal of wereldkampioenschap                    |
| Brazilië                                                   |                                                            | CBF                                                        | 1914                                                       | São Paulo AC                                               | 1888                                                       | Brazilië                                                   | 6                                                          | Wereldkampioenschap voetbal 1958, 1962, 1970, 1994, 2002 – Eerste plaats |
| Ecuador                                                    |                                                            | FEF                                                        | 1925                                                       | Guayaquil SC                                               | 1899                                                       | Ecuador                                                    | 16                                                         | Wereldkampioenschap voetbal 2006 – Achtste finale                        |
| Peru                                                       |                                                            | FPF                                                        | 1922                                                       | Lima Cricket and Football Club                             | 1892                                                       | Peru                                                       | 47                                                         | Wereldkampioenschap voetbal 1970 – Kwartfinale                           |
| Bolivia                                                    |                                                            | FBF                                                        | 1925                                                       | Oruro Royal                                                | 1896                                                       | Bolivia                                                    | 94                                                         | Wereldkampioenschap voetbal 1930, 1950, 1994 – Eerste ronde              |
| Chili                                                      |                                                            | FFCh                                                       | 1895                                                       | Valparaíso FC                                              | 1892                                                       | Chili                                                      | 12                                                         | Wereldkampioenschap voetbal 1962 – Derde plaats                          |
| Paraguay                                                   |                                                            | APF                                                        | 1906                                                       | Club Olimpia                                               | 1902                                                       | Paraguay                                                   | 60                                                         | Wereldkampioenschap voetbal 2010 – Kwartfinale                           |
| Uruguay                                                    |                                                            | AUF                                                        | 1900                                                       | Montevideo Rowing & Cricket                                | 1881                                                       | Uruguay                                                    | 6                                                          | Wereldkampioenschap voetbal 1930, 1950 – Eerste plaats                   |
| Argentinië                                                 |                                                            | AFA                                                        | 1893                                                       | Buenos Aires FC                                            | 1867                                                       | Argentinië                                                 | 2                                                          | Wereldkampioenschap voetbal 1978, 1986 – Eerste plaats                   |

## Speelstijl

### Spelopvatting in de beginperiode

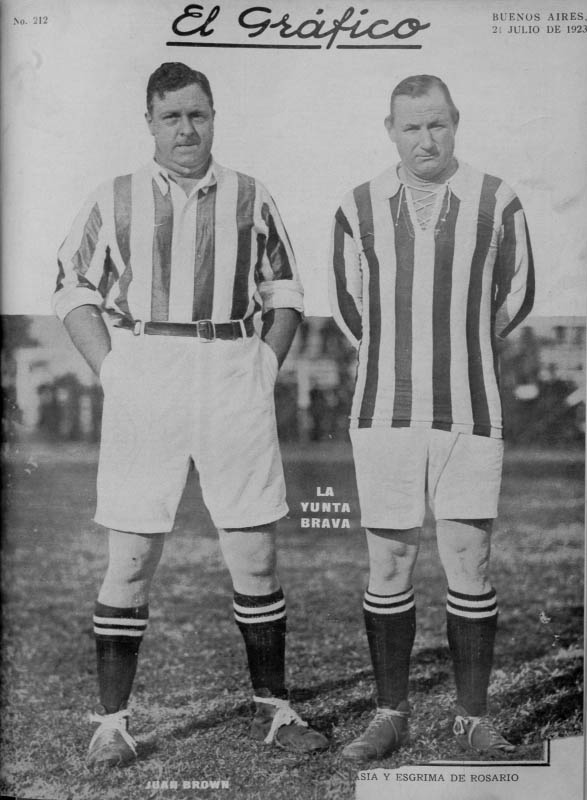
Jorge Brown (rechts) siert in 1923 samen met zijn broer de cover van het Argentijnse sporttijdschrift El Gráfico. Een jaar later zou het door Brown bekritiseerde Uruguayaanse voetbal furore maken in Europa.

In de decennia na de introductie van het voetbal in Latijns-Amerika werd een eigen voetbalstijl – manier van spelen – ontwikkeld. In de beginperiode waren vrijwel alle spelers van Britse komaf; zij hanteerden een oorspronkelijk Britse spelopvatting. Bij deze manier van spelen werden sportiviteit en fair play belangrijker gevonden dan passie en strijdlust. Typerend was het Argentijnse Alumni Athletic Club, dat weigerde een door de scheidsrechter toegewezen strafschop te nemen, omdat de spelers van mening waren dat die ten onrechte aan hen toegekend was. Het was voornamelijk van belang volgens de regels te spelen. In Groot-Brittannië en elders waar op dat moment gevoetbald werd hanteerde men een systeem met twee verdedigers, drie middenvelders en vijf aanvallers (een zogeheten 2-3-5-systeem). Van deze indeling werd lange tijd door geen enkele club in Latijns-Amerika afgeweken, aangezien het de wereldwijde norm was. De dominantie door de Britten nam geleidelijk af op alle fronten in de voetbalcultuur, dus ook de invloed in de speelstijl. Kracht en discipline maakten, mogelijk ook door toenemende invloed van Spaanse en Italiaanse immigranten, plaats voor behendigheid. Daar waar men in Groot-Brittannië op grote velden speelde, voetbalden mannen in Latijns-Amerika in arme buurten met kleine ruimtes, meestal op een onverzorgde ondergrond. Het spel werd aangepast aan deze beperkingen; in de straatjes en op de kleine pleintjes in de wijken van steden als Buenos Aires, Montevideo en Rio de Janeiro werd een nieuwe manier van spelen ontwikkeld die tegemoetkwam aan de slechte woon- en speelomstandigheden. Spelers wilden nu juist de bal bij zich houden en leerden zich allerlei trucs aan om daartoe in staat te zijn. Het gedisciplineerde samenspel met ploeggenoten verdween, het op eigen houtje uitspelen van de tegenstander – en daardoor het creëren van extra ruimte voor de speler zelf – kwam op. De eerste generatie van dit type voetballer noemde zijn stijl el toque, Spaans voor "de aanraking", als ware de bal een wezen dat geaaid wordt.

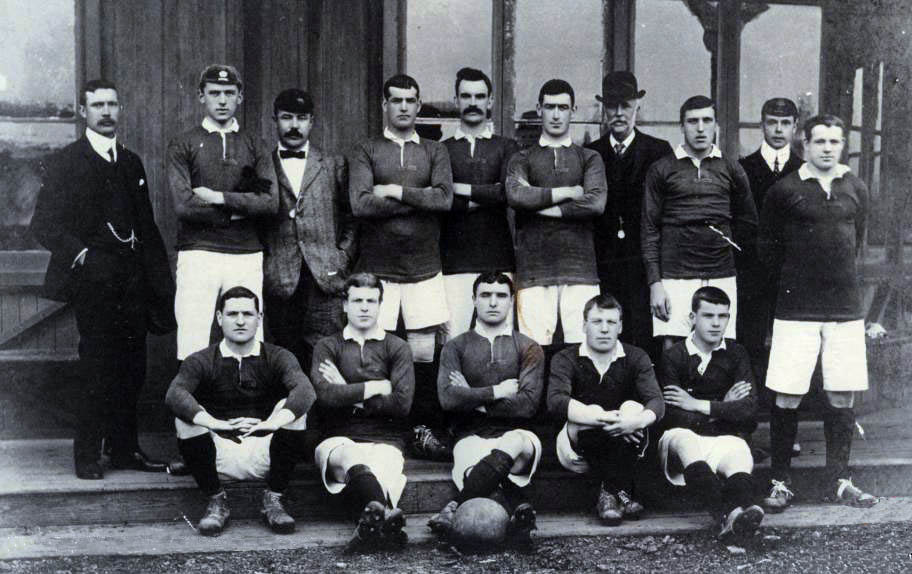
Het elftal van Nottingham Forest dat in de zomer van 1905 door Argentinië en Uruguay toerde. Harry Radford, de toenmalige vicepresident van de club, is te herkennen aan de bolhoed.

Deze nieuwe spelopvatting conflicteerde met de oude Britse norm. De eerder beschreven komst van Nottingham Forest FC in 1905 naar Argentinië en Uruguay kenschetste deze botsing. De Engelse club, schoolvoorbeeld van de oorspronkelijke manier van spelen, zorgde voor gemengde gevoelens onder de spelers en supporters bij de wedstrijd tussen Nottingham en een representatief lokaal elftal. Daar waar de Argentijnen probeerden te winnen met behulp van behendigheid en slimheid, manifesteerden de Britten hun fysieke speelwijze. Supporters van Europese komaf waren laaiend enthousiast over het optreden en de overmacht van Nottingham, terwijl de lokale bevolking zich tekort gedaan voelde door het dedain tegenover de balvaardigheid van de eigen spelers. De Engelstalige en anglofiele Buenos Aires Herald bekritiseerde het representatieve elftal, dat "het had aangedurfd kritiek uit te oefenen op de speelwijze van Forest". De krant schreef dat de sport tot doel had het uithoudingsvermogen van zijn beoefenaars te verbeteren en de fitheid van jongemannen te testen, en dat het niet diende als een gezelschapsspel. Het Engelse Swindon Town FC, dat zeven jaar later een tournee door Zuid-Amerika organiseerde, was een van de weinige clubs die openstond voor de nieuwe spelopvatting. De manager erkende dat hij amateurs nog nooit zo goed had zien spelen en was over het algemeen lovend over de opponenten, al was hij ook bezorgd over het "benutten van elke gelegenheid om solistische behendigheid tentoon te spreiden". Een dergelijke houding tegenover de speelstijl nam ook een deel van de Anglo-Argentijnse voetballers aan, waaronder Jorge Brown, die van mening was dat het voetbal nu fijnzinniger en zelfs kunstzinniger zou zijn, maar ook zag dat het enthousiasme daardoor scheen te verdwijnen uit het spel. De meeste critici spraken hun zorg uit over het teveel aan combinatiespel en trucjes en het gebrek aan schoten op het doel.

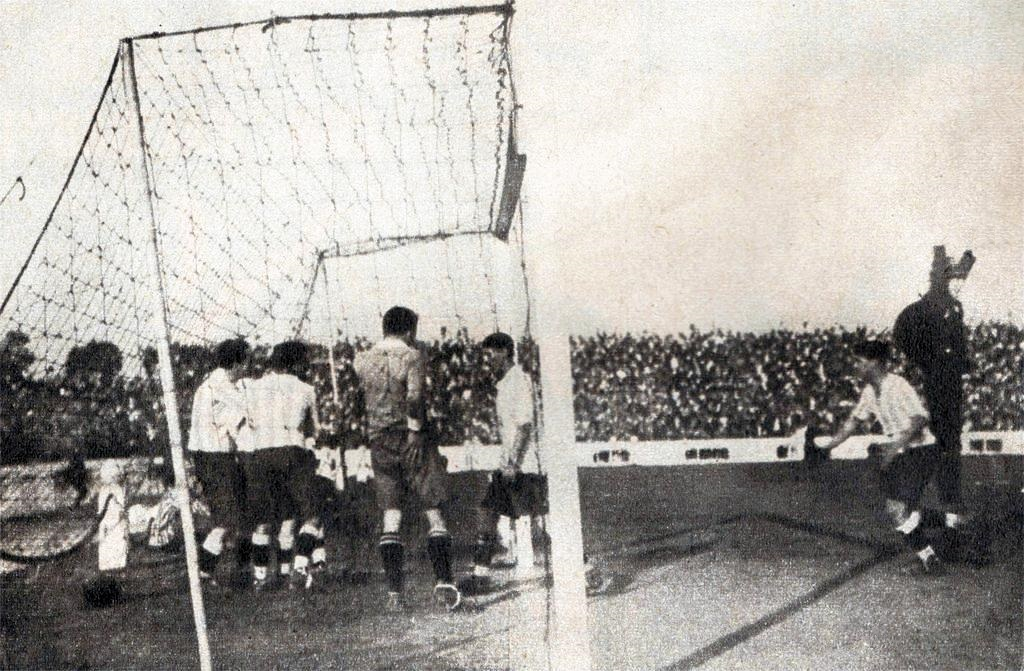
De bal wordt uit het doel gehaald, nadat Argentinië voor de tweede maal gescoord heeft in de op 2 oktober 1924 gespeelde oefeninterland tegen Uruguay (2–1). Het was de 82ste interland tussen de buurlanden, die in oktober 2013 voor de 201ste keer tot een confrontatie kwamen – een wereldrecord.

[...] wij de Uruguayaanse voetbalschool hebben opgericht, zonder coaches, zonder fysieke voorbereiding, zonder sportgeneeskunde, zonder fysiotherapeuten... Alleen wij maar, alleen op de velden van Uruguay, voetballend van 's ochtends tot 's middags en 's avonds bij maanlicht. Zo speelden we twintig jaar lang om het spel te leren, om uit te groeien tot de voetballers die in ons zaten: absolute meesters over de bal [...] de bal veroveren en die onder geen beding meer afstaan. [...] Ons spel was een wild soort voetbal, het was een empirische, onszelf aangeleerde, inlandse stijl van voetballen. Het was een soort voetbal dat nog niet, in de verste verte nog niet terug te vinden was in de canons van het voetbalmanagement in de Oude Wereld. [...] Dat was ons voetbal, zo is onze voetbalschool ontstaan en zo is de voetbalstijl voor de hele Nieuwe Wereld ontstaan.
— Ondino Viera over de nieuwe speelstijl en hoe die afweek van de oorspronkelijke, Britse manier van voetballen

### Succes van de Zuid-Amerikaanse stijl op de eerste wereldtoernooien
Het voetbalelftal van Uruguay reisde in 1924 af naar Frankrijk om daar zijn spel tentoon te spreiden. Ondanks het succes in Spanje waren de bezoekers van de Spelen nog niet onder de indruk van de speelstijl: slechts drieduizend toeschouwers woonden de eerste wedstrijd tegen Joegoslavië bij. Na de overwinning op de Joegoslaven (7–0), echter, verspreidde het nieuws over de Latijns-Amerikaanse suprematie zich snel door Parijs. De met 3–0 van de Verenigde Staten gewonnen wedstrijd in de tweede ronde werd al bijgewoond door tienduizend supporters, die nieuwsgierig waren geworden door de enthousiaste verhalen over de onbekenden uit de Nieuwe Wereld. Op 1 juni 1924 stond Uruguay tegenover het Franse elftal in de kwartfinale. De wedstrijd werd door ruim veertigduizend Fransen bezocht en was de eerste confrontatie met een West-Europees elftal. De Franse voetballers beheersten, net als de Britten, het geven van een lange en hoge pass en konden zo lange afstanden in relatief korte tijd overbruggen. De Uruguayaanse spelers hadden zich daarentegen de korte en snelle pass meester gemaakt en waren in staat met hoge snelheid te dribbelen (rennen en tegelijkertijd de bal aan de voet houden). De Zuid-Amerikaanse behendigheid won het van de Europese fysiek: het gastland werd moeiteloos verslagen, evenals de daaropvolgende twee (wederom Europese) opponenten.
Op de Olympische Spelen van 1924 werden naast sportwedstrijden ook diverse muziek- en kunstwedstrijden georganiseerd; sommige musici en schrijvers zochten hun inspiratie in de sportieve prestaties die gedurende het toernooi geleverd werden. De Franse essayist en romanschrijver Henry de Montherlant reageerde in een van zijn werken op het succes van Uruguay. "Een openbaring! Dat is echt voetbal. In vergelijking hiermee is wat wij tot nu toe kenden, wat wij speelden niets anders dan de hobby van een schooljongen", schreef hij. Ook sceptici moesten toegeven aan de ongenaakbaar ogende speelstijl. De toen voormalige Frans international en latere hoofdredacteur van L'Équipe, Gabriel Hanot, trok de vergelijking tussen het Uruguayaanse en Britse voetbal: "alsof je een Arabische volbloed vergelijkt met een werkpaard".
Argentinië en Uruguay ontmoetten elkaar na de olympische finale van 1928 opnieuw tijdens de eerste WK-finale in 1930. De Argentijnen werden met 4–2 verslagen. Media probeerden het verschil tussen de buurlanden te duiden, en kwamen tot de conclusie dat de Uruguayaanse defensieve organisatie beter gestructureerd was dan de verdediging van Argentinië. Beide landen speelden met de bij hen gebruikelijke spontaniteit en kunstzinnigheid, maar Uruguay hield ook de verdediging in het oog, terwijl de individualistische speelstijl Argentinië meer tot verwarring bracht. De Argentijnse verdedigers waren niet minder bekwaam dan de Uruguayanen, maar ze misten een besproken tactiek om aanvallers van de tegenpartij te kunnen onderscheppen. Een Italiaanse journalist stelde dat Argentinië weliswaar sierlijk voetbalde, maar dat het niet in staat was daarmee het spelen zonder een tactiek te compenseren. De Argentijnen beheersten een onmisbaar deel van de tactische balans nog niet: bijgevolg ontbrak het evenwicht tussen aanvallende souplesse en snelheid enerzijds, en gestructureerde, uitgedachte verdediging anderzijds. In heel Latijns-Amerika was de Britse invloed inmiddels vrijwel verdwenen; de Europese stijl van voetballen werd niet meer beschouwd als een verplichting, maar als een voetbalwijze om tegen te concurreren en om te overwinnen. De discipline en structuur was wel aanwezig, zeker in het Uruguayaans voetbal, maar in mindere mate dan in West-Europa. Het zogeheten rioplatense-voetbal was vooral ook een publiekstrekker: door het fanatisme, de onvoorspelbaarheid, de sportiviteit en de snelheid trokken massa's liefhebbers naar de stadions en tekende het verschil met het westerse voetbal zich steeds duidelijker af.

### Inhaalslag van de Braziliaanse speelwijze

#### Oorspronkelijke spelopvatting brengt geen succes
Net als in de rest van Latijns-Amerika leerden voetballers zich in Brazilië het individualistisch bewegen en op intelligente wijze combineren met medespelers aan. Het combinatievoetbal werd versterkt door de invloed van de in 1912 door Schotse immigranten opgerichte Scottish Wanderers. Het met een besproken tactiek combineren om zodoende de opponent uit te spelen werd opmerkelijk genoeg in Brazilië sistema inglês ("Engels systeem") genoemd, terwijl het juist haaks stond op de Britse speelwijze. Twee spelers van de Wanderers werden nationaal bekend door hun opvallende spel. McLean en Hopkins speelden samen op de linkervleugel en voerden daar een aaneenschakeling van snelle en korte passes uit, wat al snel de naam tabelinha ("kleine grafiek") kreeg. Hoewel de speelstijl van de Wanderers beschouwd werd als (te) innovatief en wellicht zelfs revolutionair, namen, hetzij na enige tijd, de lokale voetballers – met succes – de speelwijze over.
In tegenstelling tot de snelle afname van Britse invloed in onder meer Argentinië en Uruguay bleef de Britse gemeenschap in Brazilië relatief lang de meeste inspraak in de voetbalcultuur houden. Zo leerde Harry Welfare, die bij Liverpool FC speelde voordat hij naar Rio de Janeiro trok om daar als leraar aan de slag te gaan, de spelers van Fluminense FC de techniek voor het geven van een diepte- of breedtepass. De leden van deze en andere voetbalclubs waren uitsluitend Europeanen; Welfare introduceerde zijn spelopvattingen dus niet expliciet bij de lokale bevolking. De Brazilianen zagen het spel echter wel: vanaf daken van gebouwen die om de voetbalvelden lagen sloegen ze de trainingen gade. Voor hen bleek voetbal een uitkomst – het cricket viel moeilijk te spelen in de nauwe ruimtes van de woonwijken, maar voetballen was wel een mogelijkheid. Met zelfgemaakte voetballen, voornamelijk bestaand uit een verzameling lompen, begon men in informele voetbalpartijen het spel. De Schot McLean was niet onder de indruk: hij sprak zijn onvrede uit over het gebrek aan discipline en was ervan overtuigd dat "hun capriolen in Schotland nooit geaccepteerd zouden zijn".

Onze voetbalstijl contrasteert met de Europese door een combinatie van verrassing, venijn, sluwheid en beweeglijkheid, met daarnaast genialiteit en individuele spontaniteit. [...] Onze passes, [...] onze schijnbewegingen, de manier waarop we met de bal jongleren heeft iets weg van een dans en iets ongebondens, dat kenmerkend is voor de Braziliaanse stijl [...] uit dat alles komt op een voor psychologen en sociologen buitengewoon interessante wijze de flamboyante en tegelijkertijd schelmse aard van de mulat naar voren, die tegenwoordig in alle opzichten staat voor het ware Brazilië.
— De Braziliaanse socioloog Gilberto Freyre legde een verband tussen de Braziliaanse manier van voetballen en de rassendiversiteit

Ondanks hun "genialiteit en individuele spontaniteit" waren Braziliaanse voetballers met hun spel niet succesvol in het buitenland. Verwonderlijk was de snelle uitschakeling op het eerste wereldkampioenschap gezien de onervaren spelersselectie niet; vier jaar later was (gebrek aan) ervaring geen valide excuus meer. In de spelersgroep bevonden zich enkele zeer talentvolle spelers, waaronder Leônidas – die kort daarna als een van de eerste negroïde voetballers lid zou worden van het elitaire CR Flamengo – maar naïviteit en onvoldoende voorbereiding nekten het Braziliaans elftal. De met 8–4 verloren vriendschappelijke wedstrijd tegen Joegoslavië, gespeeld na afloop van het eveneens onsuccesvolle wereldkampioenschap van 1934, maakte pijnlijk duidelijk dat Brazilië niet alleen op zijn Latijns-Amerikaanse tegenstanders, maar ook op zijn tegenstanders die zich in het verre Oost-Europa bevonden in tactisch opzicht flink achterliep. Het grootste probleem waren de ruimtes tussen de verschillende linies: de Joegoslaven konden de grote stukken onbezet veld gebruiken om hun eigen tactiek gemakkelijk te kunnen uitoefenen en doorkruisten regelmatig zonder veel moeite het Braziliaanse middenveld en de verdediging. In de Braziliaanse voetbalgemeenschap ontstond het besef dat het noodzakelijk was iets aan de manier van voetballen te veranderen.

#### Brazilië ziet zijn tekortkomingen in

De tactische opstelling voor de WK-finale van 1950, met Brazilië in het wit. Klik op de afbeelding om die te vergroten.

Reeds aan het eind van de jaren 30 trachtte de tot dan toe onbekende Braziliaan Gentil Cardoso, die door zijn werk als manusje-van-alles regelmatig terechtkwam in Europa en aldaar zijn vrije tijd besteedde aan het kijken naar voetbal, een nieuw tactisch systeem te introduceren. Hij was getuige geweest van de totstandkoming van het zogeheten stopperspilsysteem bij het Engelse Arsenal FC en zag dit als de oplossing voor het probleem dat het Braziliaanse voetbal heette. In dit systeem spelen de aanvallers in een "W-formatie" en de middenvelders en verdedigers in een "M-formatie" (3-2-2-3) – in de tactische opstelling voor de finale tussen Brazilië en Uruguay in 1950 (zie afbeelding rechts) is dit zichtbaar. De "buitenverdedigers" of "backs", in het geval van deze opstelling Bigode en Augusto, vangen de vleugelspelers van de tegenpartij op; de "binnenverdedigers" of "halfbacks", hier Danilo en Bauer, staan voor de achterste linie van drie verdedigers en zorgen voor het opvangen van aanvallers die over het midden van het veld proberen de verdediging te doorbreken; de stopperspil, naar wie het systeem werd vernoemd en in deze opstelling Juvenal, staat tussen de twee buitenverdedigers en heeft als primair doel zich bezig te houden met de middelste aanvaller of "mid(den)voor" van de opponent. Het lukte Cardoso om een plaats als coach te krijgen bij een kleine club uit Rio de Janeiro. Hij voerde het systeem door en trainde erop met de spelers, maar zag dat het spel niet overeenkwam met de Britse variant die hij had gezien. Een opstelling was over te nemen, maar het kopiëren van de Britse speelstijl bleek niet zomaar mogelijk. De poging van Cardoso mislukte.
Brazilië had een Europeaan nodig om tot een definitieve verandering in de speelwijze te komen. In de vorm van de Hongaar Izidor Kürschner werd deze gevonden. In 1937 benaderde de voorzitter van CR Flamengo hem en Kürschner accepteerde het aanbod, al besefte hij de moeilijkheidsgraad van zijn functie als trainer door de conservatieve houding die na de Britten nu ook de Brazilianen op het gebied van voetbal hadden ontwikkeld. Cardoso had geprobeerd het Britse stopperspilsysteem te introduceren; Kürschner, die het grootste deel van zijn voetbalcarrière had doorgebracht in Zwitserland, deelde die ambitie niet. Het systeem werd ook door hem "een W-M" genoemd, maar in werkelijkheid leek het meer op een "W-W", waarbij de stopperspil nu vóór de achterste verdedigers speelde. Populair werd de Hongaar niet met zijn speelstijl, al werd hij door de Braziliaanse voetbalbond wel gevraagd om met het nationaal elftal in 1938 naar Frankrijk af te reizen in de rol van adviseur. Het systeem zorgde niet voor succes in de daaropvolgende jaren, met het wereldkampioenschap voetbal 1950 als dieptepunt. Opvallenderwijs versloeg het Braziliaans elftal de opponenten die een soortgelijk systeem hanteerden, maar werd verloren van het tactisch afwijkende Uruguay. Het was een saillant detail dat de Uruguayaanse spelers met dezelfde verdedigende intentie voetbalden als Brazilië dat zelf had gedaan op de gewonnen Copa América in 1919. De mislukking van 1950 luidde het onherroepelijke einde in van het Braziliaanse stopperspilsysteem. Jarenlang had het geheerst op de velden, maar in 1966 was het zowel bij clubs als bij het nationale elftal uit de tactiek verdwenen.

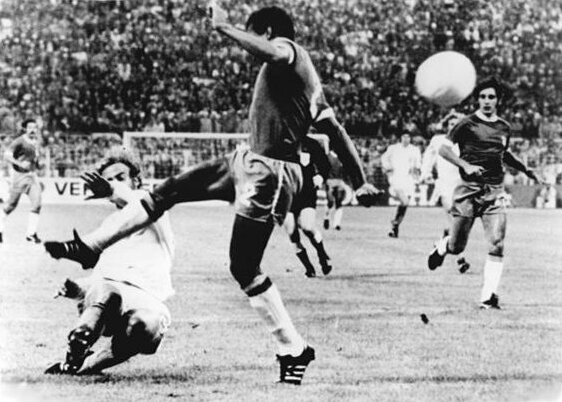
Op het wereldkampioenschap voetbal 1974 verslaat Nederland het Braziliaans elftal met 0–2. Johan Neeskens schiet in de zevende minuut zijn land naar een voorsprong; de Braziliaan Luís Pereira (midden) is te laat om hem te stoppen.

In de periode tussen 1950 en 1966 was Brazilië ondanks de vertwijfeldheid over zijn tactiek wel degelijk succesvol geweest: zowel in 1958 als in 1962 werd het wereldkampioenschap gewonnen. Men had begrepen dat het Braziliaans voetbal zichzelf tekort zou doen wanneer tactiek verkozen werd boven techniek. Het gevolg was dat de bondscoaches spelers veel vrijheid gaven en de tactische opstelling zo flexibel mogelijk maakten. 's Werelds beste spelers waren in de jaren 60 en 70 vaak afkomstig uit Brazilië. Om de kwaliteiten van voetballers als Garrincha en Valdir Pereira optimaal te benutten, werd besloten een tactiek te vormen die genoeg ruimte bood voor de gebruikelijke creativiteit en kunstzinnigheid die het Latijns-Amerikaanse voetbal hadden getypeerd. Op de avond van de finale van het wereldkampioenschap in 1970 werd João Saldanha, bondscoach gedurende het kwalificatieproces voor dit wereldkampioenschap, gevraagd waarom hij van mening was dat het voetbal dat in Brazilië gespeeld werd het beste voetbal ter wereld was. Hij suggereerde dat dit zou liggen aan vier factoren.
1. Allereerst zou het klimaat een belangrijke rol spelen, omdat in Brazilië het klimaat dusdanig is dat het hele jaar gevoetbald kan worden;
2. ten tweede stelde hij dat de armoede Braziliaanse jongeren gestimuleerd zou hebben tot een competitieve instelling te komen;
3. de variatie in etniciteiten in de Braziliaanse samenleving noemde Saldanha een derde factor voor het succes, omdat een aanzienlijk deel van de bevolking voorouders van Afrikaanse komaf en dus een verleden in de slavernij had en hier een strijdlustige houding van geërfd zou hebben;
4. ten vierde zou de "grenzeloze passie voor het futebol" ook van vitaal belang zijn geweest bij het behalen van het succes in de tweede helft van de twintigste eeuw.[15]

Brazilië kende na het stopperspilsysteem nog maar één kenmerkend voetbalsysteem, het zogeheten 4-2-2-systeem, dat overeenkomsten vertoonde met het "W-W"-systeem. Met het noemen van deze tactiek valt echter niet de hele Braziliaanse tactische opvatting samen te vatten. Zo werd in 1994 gespeeld met vier verdedigers, vier middenvelders en twee aanvallers en in 2014 met vijf middenvelders en één aanvaller, de spits Fred. Thans staat Brazilië dan ook niet bekend om een bepaald systeem, maar om zijn frivole en flexibele voetballers.

## Clubvoetbal

### Binnenlandse competities
Alle Centraal-Amerikaanse landen en het overgrote deel van Zuid-Amerika hanteren een competitiesysteem met twee gescheiden helften, de Apertura (Spaans voor "opening") en Clausura (Spaans voor "afsluiting"). Daar waar in Europa het seizoen onafgebroken loopt van de herfst tot in de lente (vaak van augustus tot mei of juni), wordt in enkele Latijns-Amerikaanse landen in één kalenderjaar gespeeld: in Chili, Colombia, Ecuador, Haïti, Paraguay en Peru wordt vanaf januari of februari tot het einde van het jaar een competitie gespeeld. De rest van Latijns-Amerika hanteert de Europese seizoenskalender. Zowel de eerste als de tweede seizoenshelft levert een kampioen op. In Nicaragua, Peru, Uruguay en Venezuela spelen aan het einde van het seizoen deze twee winnaars nog een onderling duel om de definitieve seizoenskampioen te kunnen bepalen. Naast deze algemene competitievorm met twee aparte seizoenshelften hebben meerdere landen kleine verschillen met betrekking tot het reguleren van promotie en degradatie of het toekennen van de kampioenstitel. Zo spelen in de Mexicaanse competitie aan het begin van elk seizoen de twee kampioenen van het voorgaande seizoen tegen elkaar in een kleinschalige onderlinge competitie, vergelijkbaar met de Supercup in Europese competities. In Costa Rica – waar niet van Apertura en Clausura, maar van Invierno ("winter") en Verano ("zomer") wordt gesproken – kwalificeren de vier beste clubs van beide seizoenshelften voor een tweede ronde, waarin de uiteindelijke kampioen bepaald wordt.
In Brazilië wordt niet met een tweeledig competitiesysteem gespeeld. De competitie vindt doorgaans plaats van mei tot december volgens de Amerikaanse seizoenskalender, maar hanteert verder dezelfde regels als in Europa. Heel oud is het systeem niet, daar door de grootte van het land pas in de jaren 60 en 70 overgegaan werd van lokale, kleine toernooien naar één nationale competitie. De Campeonato Brasileiro is de grootste competitie van Latijns-Amerika: het bevat het grootste aantal winnaars van de Copa Libertadores (clubs uit deze competitie wonnen het toernooi zeventienmaal); drie clubs uit de Campeonato wonnen in totaal vier keer het wereldkampioenschap voor clubs, een wereldrecord; het is de meest waardevolle competitie uit Latijns-Amerika, met een waarde van bijna anderhalf miljard dollar. De voetbalclub met de meeste merkwaarde is (anno 2012) SC Corinthians Paulista, met 77 miljoen dollar; wereldwijd plaatst die waarde de club op de vierentwintigste plaats, achter Everton FC.

### Internationale competities

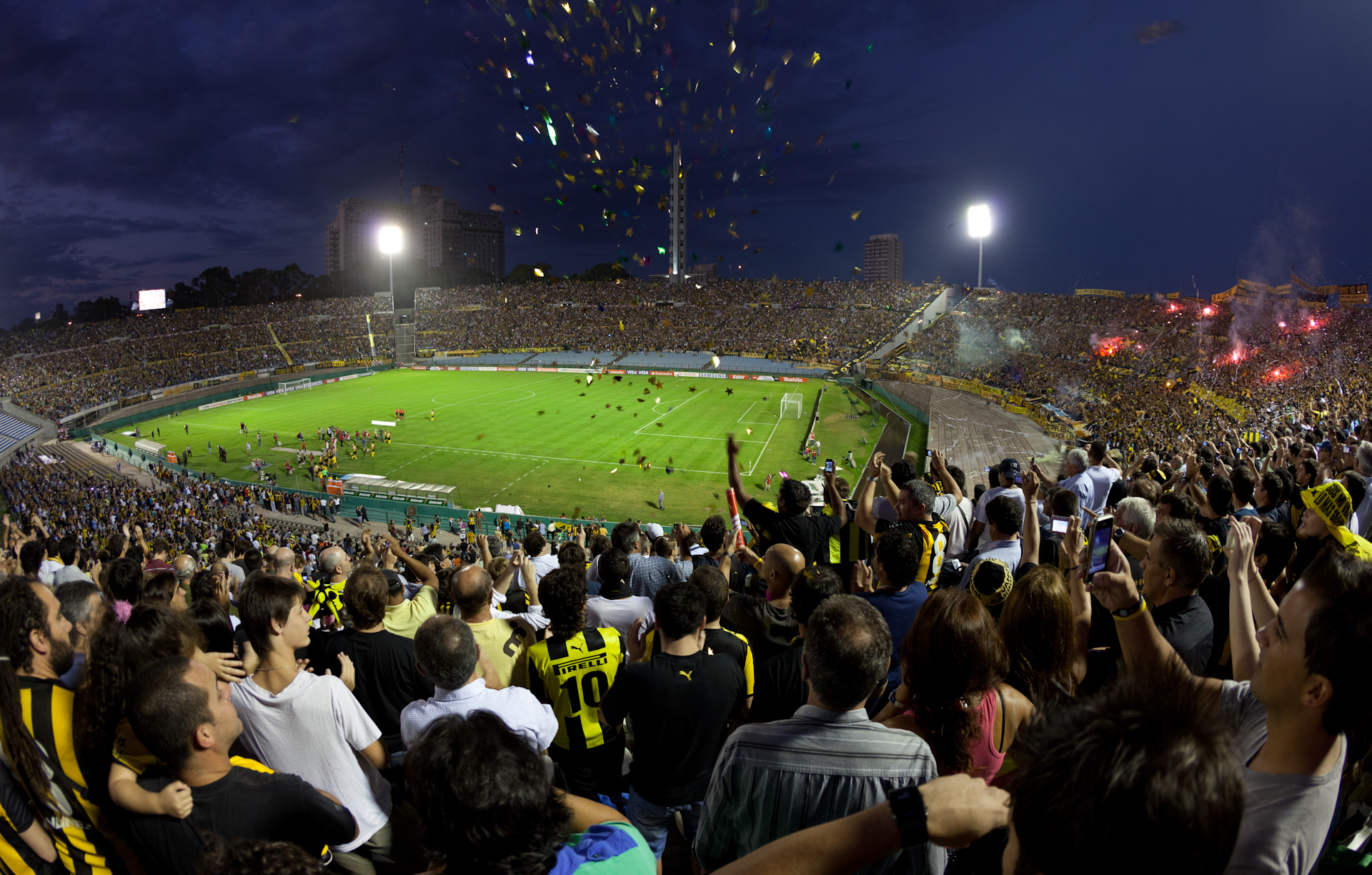
Het Uruguayaanse Peñarol en het Ecuadoraanse LDU Quito ontmoeten elkaar in de groepsfase van de Copa Libertadores 2011. Peñarol zou uiteindelijk de finale – een tweeluik – verliezen van Santos FC met 0–2.

Latijns-Amerika kent meerdere internationale clubcompetities, met de Copa Libertadores en CONCACAF Champions League als belangrijkste toernooien. Beide copa's dienen als kwalificatiecampagne voor het clubwereldkampioenschap. In Zuid-Amerika is de Copa Sudamericana, equivalent van de Europese UEFA Europa League, het secundaire toernooi – de winnaar plaatst zich voor de Copa Libertadores van het volgende seizoen. De Recopa Sudamericana vindt in Zuid-Amerika jaarlijks aan het begin van het nieuwe seizoen plaats en is een ontmoeting tussen de winnaars van de Copa Sudamericana en de Copa Libertadores. De CONCACAF-regio heeft een dergelijk systeem niet. De drie beste clubs van het Caraïbisch toernooi, de CFU Club Championship, kwalificeren zich voor het hoofdtoernooi van de Champions League; alle landen op het Centraal-Amerikaanse vasteland krijgen standaard een aantal plaatsen voor de groepsfase toegewezen. In Zuid-Amerika is de Argentijnse club Independiente het meest succesvol, met in totaal zeven overwinningen; Cruz Azul uit Mexico won zesmaal de CONCACAF Champions League; in de Caraïben waren de meeste winnaars afkomstig uit Trinidad en Tobago. Hoewel Mexicaanse clubs in de Zuid-Amerikaanse clubcompetities welkom zijn, is er verder tegenwoordig geen overlap tussen beide delen van Latijns-Amerika op clubniveau. Hiertoe waren wel plannen: twee voormalige, internationale clubcompetities zouden vanaf 2002 vervangen worden door een pan-Amerikaans toernooi. Zes Braziliaanse clubs en twee uit Panama en Costa Rica waren al vastgelegd als deelnemers, maar door financiële moeilijkheden waren de voetbalbonden genoodzaakt deze Copa Pan-Americana te annuleren.

## Interlandvoetbal
Op clubniveau zijn het Centraal-Amerikaanse en Zuid-Amerikaanse voetbal van elkaar gescheiden, en in het interlandvoetbal is de situatie niet anders. De Zuid-Amerikaanse interlandtoernooien kennen geen inbreng vanuit Centraal-Amerika (en de Caraïben) en vice versa. Dit heeft te maken met de twee voetbalconfederaties, CONCACAF en CONMEBOL, die afzonderlijke toernooien hebben en – vooralsnog – geen heil zagen in een pan-Amerikaans landentoernooi (een probeersel in de jaren 60 hield niet stand). De CONMEBOL organiseerde in 1916 de eerste Copa América, die toen nog de naam "Campeonato Sudamericano de Football" droeg. De CONCACAF vormde in 1991 de Gold Cup, nadat tot de jaren 70 Noord-Amerika en Centraal-Amerika een apart kampioenschap gespeeld hadden. In Zuid-Amerika won Uruguay de meeste edities, in Centraal-Amerika Mexico. Beide toernooien kennen, ondanks de duidelijke scheiding tussen beide confederaties, wel een traditie met het uitnodigen van landen buiten de regio. Aan de Gold Cup namen vier CONMEBOL-landen deel en aan de Copa América eveneens vier CONCACAF-landen. Naast deze twee kampioenschappen, die in de betreffende gebieden qua belangrijkheid niet onderdoen voor het Europees kampioenschap voetbal in de UEFA-regio, zijn de kwalificatietoernooien van Centraal- en Zuid-Amerika voor het wereldkampioenschap de grootste landentoernooien. Door het relatief kleine aantal landen wordt in de CONMEBOL-regio zonder poules gespeeld, terwijl in Centraal-Amerika wel een dergelijk systeem gehanteerd wordt.

### Onderlinge rivaliteiten

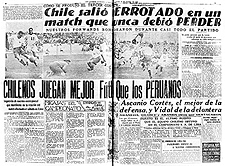
Een Chileense krant beklaagt zich over het verlies van de eerste wedstrijd tussen Chili en Peru (1935).

De grootste rivaliteit tussen twee landen op interlandniveau vindt men bij Argentinië en Brazilië. Deze interland, die reeds meer dan honderdmaal plaatsvond, werd niet vaker gespeeld dan Argentinië versus Uruguay, maar tegenwoordig is eerstgenoemde wedstrijd wel het meest beladen duel in Zuid-Amerika. Dat heeft niet zozeer te maken met de politieke conflicten uit het verleden, maar met name doordat deze landen beschouwd worden als de grootste voetballanden van het Amerikaans continent. De sportieve vijandigheid leidde tot meerdere conflicten in de twintigste eeuw, met als hoogtepunt (of eerder dieptepunt) een massale vechtpartij tussen spelers, supporters en politie tijdens de finale van het Zuid-Amerikaans kampioenschap in 1946. In 2011 werd voor het eerst de Superclásico de las Américas gehouden, een jaarlijks duel tussen het Argentijns en Braziliaans elftal, te vergelijken met een niet-competitieve derby. Naast Argentinië wordt ook Uruguay beschouwd als rivaal – de rivaliteit ontstond vooral na de WK-finale in 1950, toen miljoenen Braziliaanse voetbalsupporters door een 1–2 nederlaag getraumatiseerd werden. Voorts worden in Zuid-Amerika Peru en Chili ook beschouwd als rivalen, waarbij de confrontatie tussen de landen aangeduid wordt als "Clásico del Pacífico" ("Pacifische derby"). De verregaande competitiviteit zou teruggaan tot de jaren 90 van de negentiende eeuw, toen de Salpeteroorlog gevochten werd.
In de CONCACAF-regio zijn twee historische clásicos (Spaans voor klassieker) aan te wijzen. Allereerst zijn de buurlanden de Verenigde Staten, die buiten de regio Latijns-Amerika vallen, en Mexico van oudsher rivalen. Het nationale elftal van Mexico is traditioneel heer en meester in Centraal-Amerika, maar in de interlandtoernooien van de CONCACAF krijgt het steeds meer concurrentie van het Noord-Amerikaanse buurland. De sportieve strijdlust zou aan de zijde van de Mexicanen versterkt worden door de Slag om de Alamo en de Mexicaans-Amerikaanse Oorlog in de negentiende eeuw en de behandeling van Mexicanen die woonachtig zijn in de Verenigde Staten. Honduras en Costa Rica spelen sinds 3 april 1935 een zogenoemde clásico centroamericano, oftewel een Centraal-Amerikaanse klassieker. De landen, die in januari 2011 de wedstrijd voor de vijftigste maal speelden, gaan redelijk gelijk op in het aantal overwinningen – al is Costa Rica succesvoller op het wereldtoneel dan Honduras.